# Sao Hỏa
Sao Hỏa (tiếng Anh: Mars) hay Hỏa Tinh (chữ Hán: 火星) là hành tinh thứ tư ở Hệ Mặt Trời và là hành tinh đất đá ở xa Mặt Trời nhất, với bán kính bé thứ hai so với các hành tinh khác. Sao Hoả có màu cam đỏ do bề mặt của hành tinh được bao phủ bởi lớp vụn sắt(III) oxit, do đó còn có tên gọi khác là "hành tinh đỏ". Vì bán cầu Bắc của Sao Hoả có bồn trũng Bắc Cực chiếm đến 40% diện tích hành tinh, so bán cầu Nam thì bán cầu Bắc phẳng hơn và ít hố va chạm hơn. Khí quyển của Sao Hoả khá mỏng với thành phần chính là cacbon dioxit. Ở hai cực Sao Hoả là lớp băng được làm bằng nước. Sao Hoả có hai vệ tinh tự nhiên: Phobos và Deimos.
Một ngày ở trên Sao Hoả dài khoảng 24,5 tiếng và Sao Hoả có các mùa giống như ở trên Trái Đất, vì hành tinh này có trục quay nghiêng 25°. Thời gian để Sao Hoả quay một vòng quanh Mặt Trời là 1,88 năm Trái Đất. Nhiệt độ trên bề mặt Sao Hoả biến thiên khá nhiều, thường rơi khoảng từ −110 °C đến 35 °C. Vỏ ngoài của Sao Hoả có nhiều nguyên tố silicon, oxy (trong dạng oxit) và sắt, lớp phủ ở bên trong vỏ chứa silicat rắn, còn lớp lõi ở bên trong cùng chứa nhiều nguyên tố sắt, niken và lưu huỳnh. Sao Hoả hiện tại có nhiều biến động về địa chất, với những cơn lốc xoáy làm bay bụi và các trận động đất xảy ra thường xuyên. Trên Sao Hoả có Olympus Mons là đỉnh núi cao nhất và hẻm núi Valles Marineris thuộc dạng dài nhất trong Hệ Mặt Trời.
Sao Hoả được hình thành 4,5 tỷ năm trước. Ở Kỷ Noachian từ khoảng 4,1 đến 3,7 tỷ năm trước, trên bề mặt hành tinh bị phong hoá rất mạnh và thiên thạch đâm rất nhiều, hình thành nên các dãy núi lửa, thung lũng, vùng trũng và biển. Kỷ Hesperian từ 3,7 đến khoảng 3,2–2 tỷ năm trước được đánh dấu bởi các vụ phun trào núi lửa và lũ lụt mạnh, tạo ra những bãi hạ nguồn ngoằn nghèo trên bề mặt. Kỷ Amazonian từ đó đến nay thì so với các kỷ trước thì ít hoạt động địa chất hơn. Dù có nhiều bằng chứng cho thấy nước ở dạng lỏng đã từng tồn tại khá lâu ở trên Sao Hoả, chưa có bằng chứng cụ thể nào cho thấy sự sống đã từng tồn tại trên Sao Hỏa.
Sao Hoả là một trong những vật sáng nhất trên bầu trời, khi nhìn vào thì có màu đỏ rất đặc trưng. Vì vậy, người Hoa và Việt Nam đã đặt tên hành tinh này từ nguyên tố hoả (lửa) trong Ngũ hành. Trong nhiều thứ tiếng ở châu Âu thì Sao Hoả được đặt tên từ vị thần chiến tranh Hi Lạp Mars. Từ cuối thế kỷ 20, các tàu thám hiểm Sao Hoả như là Mariner 4 (tàu đầu tiên bay qua Sao Hoả năm 1965), Mars 2 (vệ tinh nhân tạo Sao Hoả đầu tiên, năm 1971), và Viking 1 (đáp lần đầu trên Sao Hoả năm 1976) đã tăng sự hiểu biết của loài người về hành tinh này. Hiện tại, năm 2023 có ít nhất 11 tàu còn đang hoạt động trên Sao Hoả đến từ nhiều nước khác nhau. Do nhiều yếu tố, Sao Hoả khả năng cao sẽ là hành tinh thứ hai mà con người đáp xuống và khám phá.

## Tổng quan
Cho đến khi tàu Mariner 4 lần đầu tiên bay ngang qua Sao Hỏa vào năm 1965, đã có nhiều suy đoán về sự có mặt của nước lỏng trên bề mặt hành tinh này. Chúng dựa trên những quan sát về sự biến đổi chu kỳ về độ sáng và tối của những nơi trên bề mặt hành tinh, đặc biệt tại những vĩ độ vùng cực, nơi có đặc điểm của biển và lục địa; những đường kẻ sọc dài và tối ban đầu được cho là những kênh tưới tiêu chứa nước lỏng. Những đường sọc thẳng này sau đó được giải thích như là những ảo ảnh quang học, mặc dù các chứng cứ địa chất thu thập bởi các tàu thăm dò không gian cho thấy Sao Hỏa có khả năng đã từng có nước lỏng bao phủ trên diện rộng ở bề mặt của nó. Năm 2005, dữ liệu từ tín hiệu radar cho thấy sự có mặt của một lượng lớn nước đóng băng ở hai cực, và tại các vũng vĩ độ trung bình. Robot tự hành Spirit đã lấy được mẫu các hợp chất hóa học chứa phân tử nước vào tháng 3 năm 2007. Tàu đổ bộ Phoenix đã trực tiếp lấy được mẫu nước đóng băng trong lớp đất nông trên bề mặt vào ngày 31 tháng 7 năm 2008.
Sao Hỏa có hai vệ tinh: Phobos và Deimos, chúng là các vệ tinh nhỏ và dị hình. Đây có thể là các tiểu hành tinh bị Sao Hỏa bắt được, tương tự như 5261 Eureka - một tiểu hành tinh Troia của Sao Hỏa. Hiện nay có ba tàu quỹ đạo còn hoạt động đang bay quanh Sao Hỏa: Mars Odyssey, Mars Express, và Mars Reconnaissance Orbiter. Trên bề mặt nó có robot tự hành thám hiểm Sao Hỏa (Mars Exploration Rover) Opportunity không còn hoạt động và cặp song sinh với nó robot tự hành Spirit đã ngừng hoạt động, cùng với đó là những tàu đổ bộ và robot tự hành trong quá khứ-cả thành công lẫn không thành công. Tàu đổ bộ Phoenix đã hoàn thành phi vụ của nó vào năm 2008. Những quan sát bởi tàu quỹ đạo đã ngừng hoạt động của NASA Mars Global Surveyor chỉ ra chứng cứ về sự dịch chuyển thu nhỏ và mở rộng của chỏm băng cực bắc theo các mùa. Tàu quỹ đạo Mars Reconnaissance Orbiter của NASA đã thu nhận được các bức ảnh cho thấy khả năng có nước chảy trong những tháng nóng nhất trên sao Hỏa.

## Đặc tính vật lý

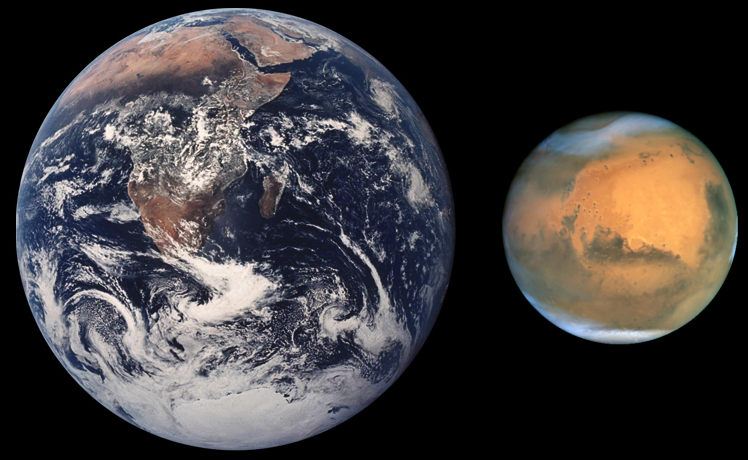
So sánh kích cỡ của Trái Đất và Sao Hỏa.

Bán kính của Sao Hỏa xấp xỉ bằng một nửa bán kính của Trái Đất, với diện tích bề mặt chi hơi nhỏ hơn tổng diện tích đất liền của Trái Đất. Tỷ trọng của nó nhỏ hơn của Trái Đất, với thể tích chỉ bằng 15% thể tích Trái Đất và khối lượng chỉ bằng 11%, do đó chỉ bằng 38% trọng lực bề mặt của Trái Đất. Trong khi Sao Hỏa có đường kính và khối lượng lớn hơn Sao Thủy thì Sao Thủy lại có tỷ trọng cao hơn. Điều này làm cho hai hành tinh có giá trị gia tốc hấp dẫn tại bề mặt gần bằng nhau-của Sao Hỏa chỉ lớn hơn có 1%. Sao Hỏa cũng là hành tinh có giá trị kích thước, khối lượng và gia tốc hấp dẫn bề mặt ở giữa khi so với Trái Đất và Mặt Trăng (Mặt Trăng có đường kính bằng một nửa của Sao Hỏa, trong khi Trái Đất có đường kính gấp đôi Sao Hỏa; Trái Đất có khối lượng gấp chín lần khối lượng Sao Hỏa trong khi Mặt Trăng có khối lượng chỉ bằng một phần chín so với Sao Hỏa). Màu sắc vàng cam của bề mặt Sao Hỏa là do lớp phủ chứa sắt(III) oxide, thường được gọi là hematit, hay rỉ sét. Những màu sắc bề mặt phổ biến khác bao gồm vàng, nâu, màu nâu vàng và hơi xanh lục, tùy thuộc vào những khoáng sản có mặt.

### Địa chất

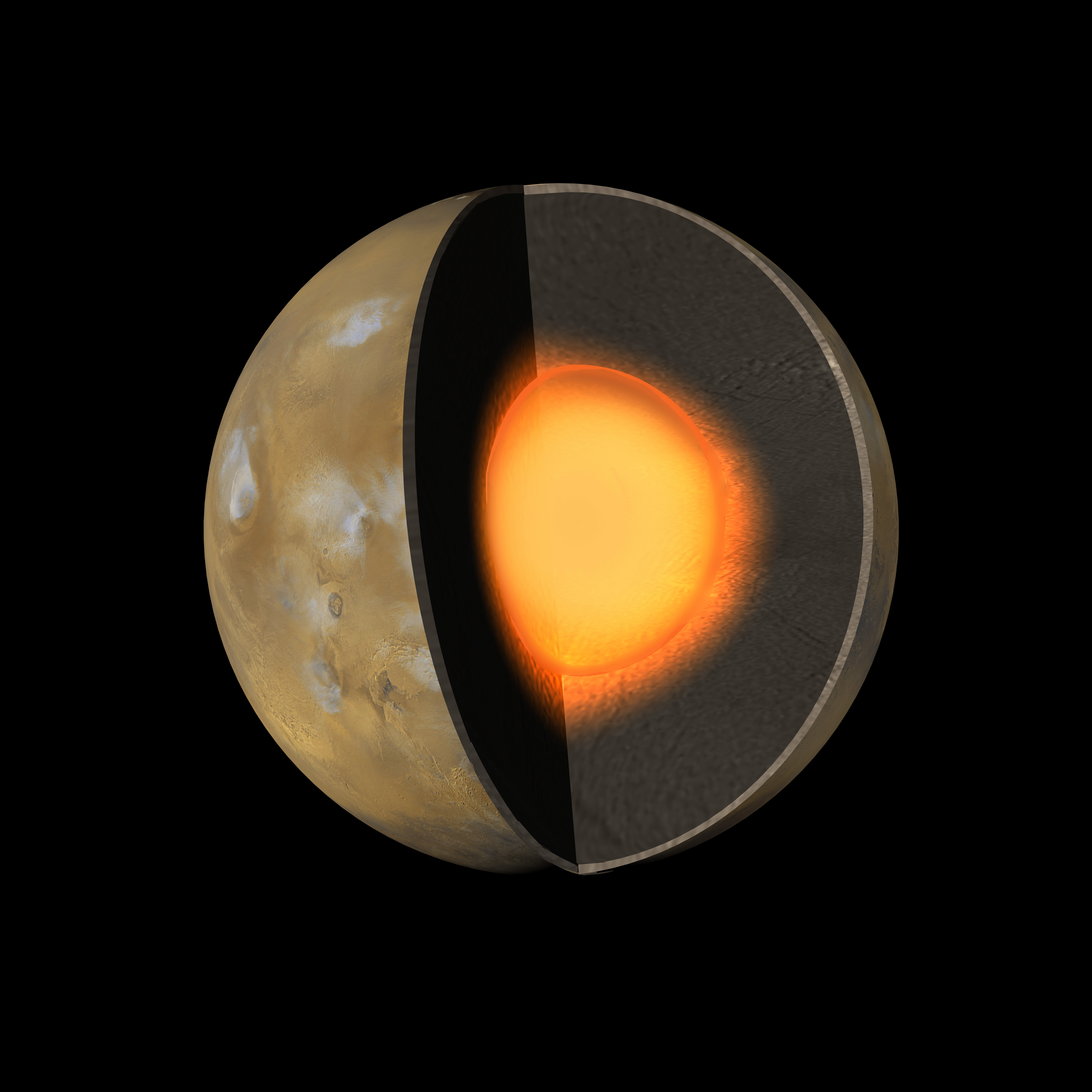
Minh họa cấu trúc bên trong Sao Hỏa

Tương tự Trái Đất, Sao Hỏa đặc trưng với một lõi kim loại dày bao phủ bởi một lớp vật chất ít dày hơn. Những mô hình hiện tại về bên trong Sao Hỏa chỉ ra lõi của nó chứa chủ yếu là sắt và nickel với khoảng 16-17% lưu huỳnh. Lõi sắt(II) sunfit này có trạng thái lỏng một phần, và được cho là giàu nguyên tố nhẹ gấp hai lần lõi Trái Đất. Lõi được bao quanh bởi một lớp phủ silicat, lớp này hình thành lên sự kiến tạo và đặc điểm núi lửa của hành tinh, nhưng hiện nay những hoạt động này đã ngừng hẳn. Bên cạnh silicon và oxy, những nguyên tố phổ biến nhát trong vỏ sao Hỏa là sắt, ma-giê, nhôm, canxi và kali. Độ dày trung bình của lớp vỏ là khoảng 50 km, với phần dày nhất lên tới 125 km. Để so sánh, vỏ trái Đất trung bình dày 40 km, chỉ bằng một phần ba Sao Hỏa khi so với tỉ lệ đường kính của hai hành tinh.
Sao Hỏa có hoạt động địa chấn, với InSight ghi nhận được hơn 450 trận động đất và các sự kiện liên quan trong năm 2019. Trong năm 2021, xuất hiện báo cáo rằng dự trên mười một trận động đất cường độ thấp trên Sao Hỏa được phát hiện bởi InSight, lõi sao Hỏa quả thực ở dạng lỏng và có bán kính vào khoảng 1830±40 km và nhiệt độ khoảng 1900-2000 K. Bán kính lõi sao Hỏa chiếm hơn một nửa bán kính của hành tinh và bằng khoảng một nửa bán kính lõi Trái Đất. Điều này lớn hơn những gì các mô hình dự đoán, cho thấy rằng phần lõi chưa một lượng nguyên tố nhẹ như oxy và hidro cùng với hợp kim sắt-nickel và khoảng 15% lưu huỳnh.
Lõi sao Hỏa được che bởi một lớp phủ đá, nhưng dường như không có một lớp tương tự như lớp phủ dưới của Trái Đất. Lớp vỏ này dường như ở trạng thái rắn xuống tới độ sâu khoảng 500 km, nơi mà vùng vận tốc thấp (quyển mềm nóng chảy một phần) bắt đầu. Dưới vùng quyển mềm, vận tốc của các sóng địa chấn bắt đầu tăng trở lại. Ở độ sâu 1050 km là ranh giới của vùng chuyển tiếp. Trên bề mặt sao Hỏa có một lớp vỏ với độ dày trung bình khoảng 24–72 km.
Dựa trên những quan sát từ các tàu quỹ đạo và kết quả phân tích mẫu thiên thạch Sao Hỏa, các nhà khoa học nhận thấy bề mặt Sao Hỏa có thành phần chủ yếu từ đá bazan. Một số chứng cứ cho thấy có nơi trên bề mặt Sao Hỏa giàu silic hơn bazan, và có thể giống với đá andesit ở trên Trái Đất; những chứng cứ này cũng có thể được giải thích bởi sự có mặt của silic dioxide (silica glass). Đa phần bề mặt của hành tinh được bao phủ một lớp bụi mịn, dày của sắt(III) oxide.
Mặc dù Sao Hỏa không còn thấy sự hoạt động của một từ trường trên toàn cầu, các quan sát cũng chỉ ra là nhiều phần trên lớp vỏ hành tinh bị từ hóa, và sự đảo ngược cực từ luân phiên đã xảy ra trong quá khứ. Những đặc điểm cổ từ học đối với những khoáng chất dễ bị từ hóa này có tính chất rất giống với những dải vằn từ luân phiên nhau trên nền đại dương của Trái Đất. Một lý thuyết được công bố năm 1999 và được tái kiểm tra vào tháng 10 năm 2005 (nhờ những dữ liệu từ tàu Mars Global Surveyor), theo đó những dải này thể hiện hoạt động kiến tạo mảng trên Sao Hỏa khoảng 4 tỷ năm trước, trước khi sự vận động dynamo của hành tinh bị suy giảm và dẫn đến sự mất hoàn toàn của từ trường toàn cầu bao quanh hành tinh đỏ.
Trong thời gian hình thành hệ Mặt Trời, Sao Hỏa được tạo ra từ đĩa tiền hành tinh quay quanh Mặt Trời do kết quả của các quá trình ngẫu nhiên của sự vận động đĩa tiền hành tinh. Trên Sao Hỏa có nhiều đặc trưng hóa học khác biệt do vị trí của nó trong hệ Mặt Trời. Trên hành tinh này, các nguyên tố với điểm sôi tương đối thấp như clo, phosphor và lưu huỳnh có mặt nhiều hơn so với trên Trái Đất; các nguyên tố này có lẽ đã bị đẩy khỏi những vùng gần Mặt Trời bởi gió Mặt Trời trong giai đoạn hình thành Thái Dương hệ.
Ngay sau khi hình thành lên các hành tinh, tất cả chúng đều chịu những đợt bắn phá lớn của các thiên thạch ("Late Heavy Bombardment"). Khoảng 60% bề mặt Sao Hỏa còn để lại chứng tích những đợt va chạm trong thời kỳ này. Phần bề mặt còn lại có lẽ thuộc về một lòng chảo va chạm rộng lớn hình thành trong thời gian đó—chứng tích của một lòng chảo va chạm khổng lồ ở bán cầu bắc Sao Hỏa, dài khoảng 10.600 km và rộng 8.500 km, hay gần bốn lần lớn hơn lòng chảo cực nam Aitken của Mặt Trăng, lòng chảo lớn nhất từng được phát hiện. Các nhà thiên văn cho rằng trong thời kỳ này Sao Hỏa đã bị va chạm với một thiên thể kích cỡ tương đương với Pluto cách nay bốn tỷ năm. Sự kiện này được cho là nguyên nhân gây nên sự khác biệt về địa hình giữa bán cầu bắc và bán cầu nam của Sao Hỏa, tạo nên lòng chảo Borealis bao phủ 40% diện tích bề mặt hành tinh.
Lịch sử địa chất của Sao Hỏa có thể tách ra thành nhiều chu kỳ, nhưng bao gồm ba giai đoạn lớn sau:
- Kỷ Noachis (đặt tên theo Noachis Terra): Giai đoạn hình thành những bề mặt cổ nhất hiện còn tồn tại trên Sao Hỏa, cách nay từ 4,5 tỷ năm đến 3,5 tỷ năm trước. Bề mặt hành tinh ở thời kỳ Noachis đã bị cày xới bởi rất nhiều cú va chạm lớn. Cao nguyên Tharsis, cao nguyên núi lửa, được cho là đã hình thành trong thời kỳ này. Cuối thời kỳ này bề mặt hành tinh bị bao phủ bởi những trận lụt lớn.
- Kỷ Hesperia (đặt tên theo Hesperia Planum): 3,5 tỷ năm đến 2,9–3,3 tỷ năm trước. Kỷ Hesperia đánh dấu bởi sự hình thành và mở rộng của các đồng bằng nham thạch núi lửa.
- Kỷ Amazon (đặt tên theo Amazonis Planitia): thời gian từ 2,9–3,3 tỷ năm trước cho đến ngày nay. Bề mặt hành tinh trong kỷ Amazon chịu một số ít các hố va chạm thiên thạch, nhưng đặc tính của các hố va chạm cũng khá đa dạng. Ngọn núi Olympus Mons hình thành trong kỷ này, cùng với các dòng nham thạch ở khắp nơi trên Sao Hỏa.

Một số hoạt động địa chất vẫn còn diễn ra trên Sao Hỏa. Trong thung lũng Athabasca (Athabasca Valles) có những vỉa dung nham niên đại tới 200 triệu năm (Mya). Nước chảy trong những địa hào (graben) dọc ở vùng Cerberus diễn ra ở thời điểm 20 Mya, ám chỉ những sự xâm thực của mac ma núi lửa trong thời gian gần đây. Ngày 19 tháng 2 năm 2008, ảnh chụp từ tàu Mars Reconnaissance Orbiter cho thấy chứng cứ về vụ sạt lở đất đá từ một vách núi cao 700 m.

### Đất
Tàu đổ bộ Phoenix gửi dữ liệu về cho thấy đất trên Sao Hỏa có tính kiềm yếu và chứa các nguyên tố như magiê, natri, kali và clo. Những dưỡng chất này được tìm thấy trong đất canh tác trên Trái Đất, và cần thiết cho sự phát triển của thực vật. Các thí nghiệm thực hiện bởi tàu đổ bộ cho thấy đất của Sao Hỏa có độ base pH bằng 8,3, và chứa dấu vết của muối perchlorat.

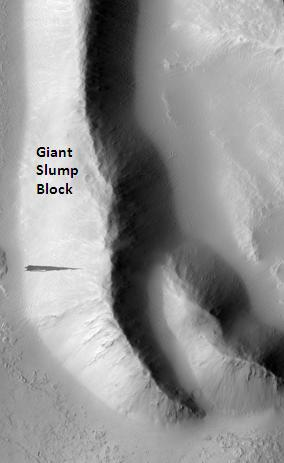
Khe đất hẹp (streak) ở vùng Tharsis Tholus, chụp bởi thiết bị Hirise. Nó nằm ở giữa bên trái bức ảnh này (hình mũi kim). Tharsis Tholus nằm ở ngay bên phải ngoài bức ảnh.

Khe đất hẹp (streak) thường xuất hiện trên khắp bề mặt Sao Hỏa và những cái mới thường xuất hiện trên các sườn dốc của các hố va chạm, trũng hẹp và thung lũng. Khe đất hẹp ban đầu có màu tối và theo thời gian nó bị nhạt màu dần. Thỉnh thoảng các rãnh này có mặt ở trong một vùng nhỏ hẹp sau đó chúng bắt đầu kéo dài ra hàng trăm mét. Khe rãnh hẹp cũng đã được quan sát thấy ở cạnh của các tảng đá lớn và những chướng ngại vật trên đường lan rộng của chúng. Các lý thuyết đa số cho rằng những khe rãnh hẹp có màu tối do chúng nằm ở dưới những lớp đất sau đó bị lộ ra bề mặt do tác động của quá trình sạt nở đất của bụi sáng màu hay các trận bão bụi. Một số cách giải thích khác lại trực tiếp hơn khi cho rằng có sự tham gia của nước hay thậm chí là sự sinh trưởng của các tổ chức sống.

### Thủy văn

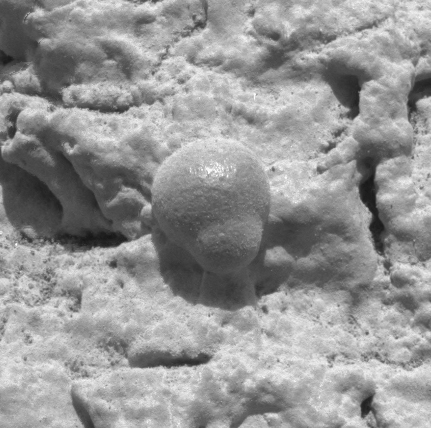
Ảnh vi mô chụp bởi robot Opportunity về dạng kết hạch màu xám của khoáng vật hematit, ám chỉ sự tồn tại trong quá khứ của nước lỏng

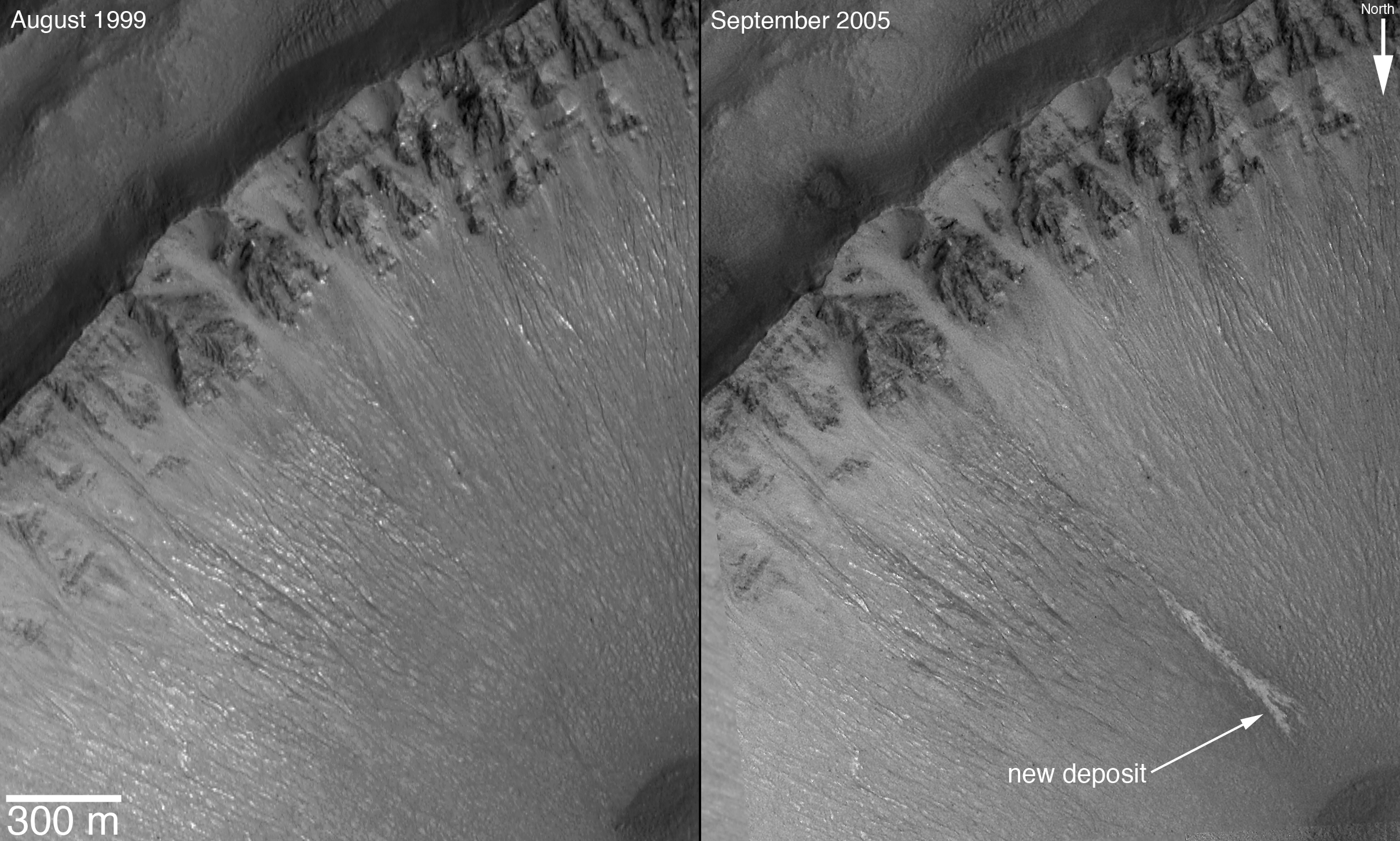
Khe xói mới hình thành trong hố ở vùng Centauri Montes

Nước lỏng không thể tồn tại trên bề mặt Sao Hỏa do áp suất khí quyển của nó hiện nay rất thấp, ngoại trừ những nơi có cao độ thấp nhất trong một chu kỳ ngắn. Hai mũ băng ở các cực dường như chứa một lượng lớn nước. Thể tích của nước băng ở mũ băng cực nam nếu bị tan chảy có thể đủ bao phủ toàn bộ bề mặt hành tinh đỏ với độ dày khoảng 11 mét. Lớp manti của tầng băng vĩnh cửu mở rộng từ vùng cực đến vĩ độ khoảng 60°.
Một lượng lớn nước băng được cho là nằm ẩn dưới băng quyển dày của Sao Hỏa. Dữ liệu radar từ tàu Mars Express và Mars Reconnaissance Orbiter đã chỉ ra trữ lượng lớn nước băng ở hai cực (tháng 7 năm 2005) và ở những vùng vĩ độ trung bình (tháng 11 năm 2008). Tàu đổ bộ Phoenix đã trực tiếp lấy được mẫu nước băng trong lớp đất nông vào ngày 31 tháng 7 năm 2008.
Địa mạo trên Sao Hỏa gợi ra một cách mạnh mẽ rằng nước lỏng đã từng có thời điểm tồn tại trên bề mặt hành tinh này. Cụ thể, những mạng lưới thưa khổng lồ phân tán trên bề mặt, gọi là thung lũng chảy thoát (outflow channels), xuất hiện ở 25 vị trí trên bề mặt hành tinh. Đây được cho là dấu tích của sự xâm thực diễn ra trong thời kỳ đại hồng thủy giải phóng nước lũ từ tầng chứa nước dưới bề mặt, mặc dù một vài đặc điểm cấu trúc này được giả thuyết là do kết quả của tác động từ băng hà hoặc dung nham núi lửa. Những con kênh trẻ nhất có thể hình thành trong thời gian gần đây với chỉ vài triệu năm tuổi. Ở những nơi khác, đặc biệt là những vùng cổ nhất trên bề mặt Sao Hỏa, ở tỷ lệ nhỏ hơn, những mạng lưới thung lũng (networks of valleys) hình cây trải rộng trên một tỷ lệ diện tích lớn của cảnh quan địa hình. Những thung lũng đặc trưng này và sự phân bố của chúng hàm ý mạnh mẽ rằng chúng hình thành từ các dòng chảy mặt, kết quả của những trận mưa hay tuyết rơi trong giai đoạn sớm của lịch sử Sao Hỏa. Sự vận động của dòng nước ngầm và sự thoát của nó (groundwater sapping) có thể đóng một vai trò phụ quan trọng trong một số mạng lưới, nhưng có lẽ lượng mưa là nguyên nhân gây ra những khe rãnh trong mọi trường hợp.
Cũng có hàng nghìn đặc điểm dọc các hố va chạm và hẻm vực giống với các khe xói (gully) trên Trái Đất. Những khe xói này có xu hướng xuất hiện trên các cao nguyên ở bán cầu nam và gần xích đạo. Một số nhà khoa học đề xuất là quá trình hình thành của chúng đòi hỏi có sự tham gia của nước lỏng, có lẽ từ sự tan chảy của băng, mặc dù những người khác lại cho rằng cơ chế hình thành có sự tham gia của lớp băng cacbon dioxide vĩnh cửu hoặc do sự chuyển động của bụi khô. Không một phần biến dạng nào của các khe xói được hình thành bởi quá trình phong hóa và không có một hố va chạm nào xuất hiện trên những khe xói, điều này chứng tỏ những đặc điểm này còn rất trẻ, thậm chí các khe xói được hình thành chỉ trong những ngày gần đây.
Những đặc trưng địa chất khác, như châu thổ và quạt bồi tích (alluvial fans) tồn tại trong các miệng hố lớn, cũng là bằng chứng mạnh về những điều kiện nóng hơn, ẩm ướt hơn trên bề mặt trong một số thời điểm ở giai đoạn lịch sử ban đầu của Sao Hỏa. Những điều kiện này cũng yêu cầu cần sự xuất hiện của những hồ nước lớn phân bố trên diện rộng của bề mặt hành tinh, mà ở những hồ này cũng có những bằng chứng độc lập về khoáng vật học, trầm tích học và địa mạo học. Một số nhà khoa học thậm chí còn lập luận rằng ở một số thời điểm trong quá khứ, nhiều đồng bằng thấp ở bán cầu bắc của hành tinh đã thực sự bị bao phủ bởi những đại dương sâu hàng trăm mét, mặc dù vậy vấn đề này vẫn còn nhiều tranh luận.
Cũng có thêm các dữ kiện khác về nước lỏng đã từng tồn tại trên bề mặt Sao Hỏa nhờ việc xác định được những chất khoáng đặc biệt như hematit và goethit, cả hai đôi khi được hình thành trong sự có mặt của nước lỏng. Một số chứng cứ trước đây được cho là ám chỉ sự tồn tại của các đại dương và các con sông cổ đã bị phủ nhận bởi việc nghiên cứu từ các bức ảnh độ phân giải cao từ tàu Mars Reconnaissance Orbiter. Năm 2004, robot Opportunity phát hiện khoáng chất jarosit. Khoáng chất này chỉ hình thành trong môi trường nước a xít, đây cũng là biểu hiện của việc nước lỏng đã từng tồn tại trên Sao Hỏa.

#### Chỏm băng ở các cực
Sao Hỏa có hai chỏm băng vĩnh cửu ở các cực. Khi mùa đông tràn đến một cực, chỏm băng liên tục nằm trong bóng tối, bề mặt bị đông lạnh và gây ra sự tích tụ của 25–30% bầu khí quyển thành những phiến băng khô CO2. Khi vùng cực chuyển sang mùa hè, các chỏm băng bị ánh sáng Mặt Trời chiếu liên tục, băng khô CO2 thăng hoa, dẫn đến những cơn gió khổng lồ quét qua vùng cực với tốc độ 400 km/h. Những hoạt động theo mùa này đã vận chuyển lượng lớn bụi và hơi nước, tạo ra những đám mây ti lớn, băng giá giống như trên Trái Đất. Những đám mây băng giá này đã được robot Opportunity chụp vào năm 2004.
Hai chỏm băng ở cực chứa chủ yếu nước đóng băng. Cacbon dioxide đóng băng thành một lớp tương đối mỏng dày khoảng 1 mét trên bề mặt chỏm băng cực bắc chỉ trong thời gian mùa đông, trong khi chỏm băng cực nam có lớp băng khô cacbon dioxide vĩnh cửu dày tới 8 mét. Chỏm băng cực bắc có đường kính khoảng 1.000 kilômét trong thời gian mùa hè ở bán cầu bắc Sao Hỏa, và chứa khoảng 1,6 triệu km khối băng, và nếu trải đều ra thì chỏm băng này dày khoảng 2 km. (Lớp phủ băng ở Greenland có thể tích khoảng 2,85 triệu km³.) Chỏm băng cực nam có đường kính khoảng 350 km và dày tới 3 km. Tổng thể tích của chỏm băng cực nam cộng với lượng băng tàng trữ ở những lớp kế tiếp ước lượng vào khoảng 1,6 triệu km³. Cả hai cực có những rãnh băng hà hình xoắn ốc, mà các nhà khoa học cho là được hình thành từ sự nhận được lượng nhiệt Mặt trời khác nhau theo từng nơi, kết hợp với sự thăng hoa của băng và tích tụ của hơi nước.
Sự đóng băng theo mùa ở một số vùng gần chỏm băng cực nam làm hình thành một lớp băng khô (hoặc tấm) trong suốt dày 1 mét trên bề mặt. Khi mùa xuân đến, những vùng này ấm dần lên, áp suất được tạo ra ở dưới lớp băng khô do sự thăng hoa của CO2, đẩy lớp này căng lên và cuối cùng phá bung nó ra. Điều này dẫn đến sự hình thành những mạch phun trên Sao Hỏa ở cực nam (Martian geyser) chứa hỗn hợp khí CO2 với bụi hoặc cát bazan đen. Quá trình này diễn ra nhanh chóng, được quan sát từ các tàu quỹ đạo trong không gian với tốc độ thay đổi chỉ diễn ra trong vài ngày, tuần hoặc tháng, một tốc độ rất nhanh so với các hiện tượng địa chất khác—đặc biệt đối với Sao Hỏa. Ánh sáng Mặt Trời xuyên qua lớp băng khô trong suốt, làm ấm lớp vật liệu tối ở bên dưới, tạo ra áp suất đẩy khí lên tới 161 km/h qua những vị trí băng mỏng. Bên dưới những phiến băng, khí cũng làm xói mòn nền đất, giật những hạt cát lỏng lẻo và tạo ra những hình thù giống mạng nhện bên dưới lớp băng.

### Địa lý

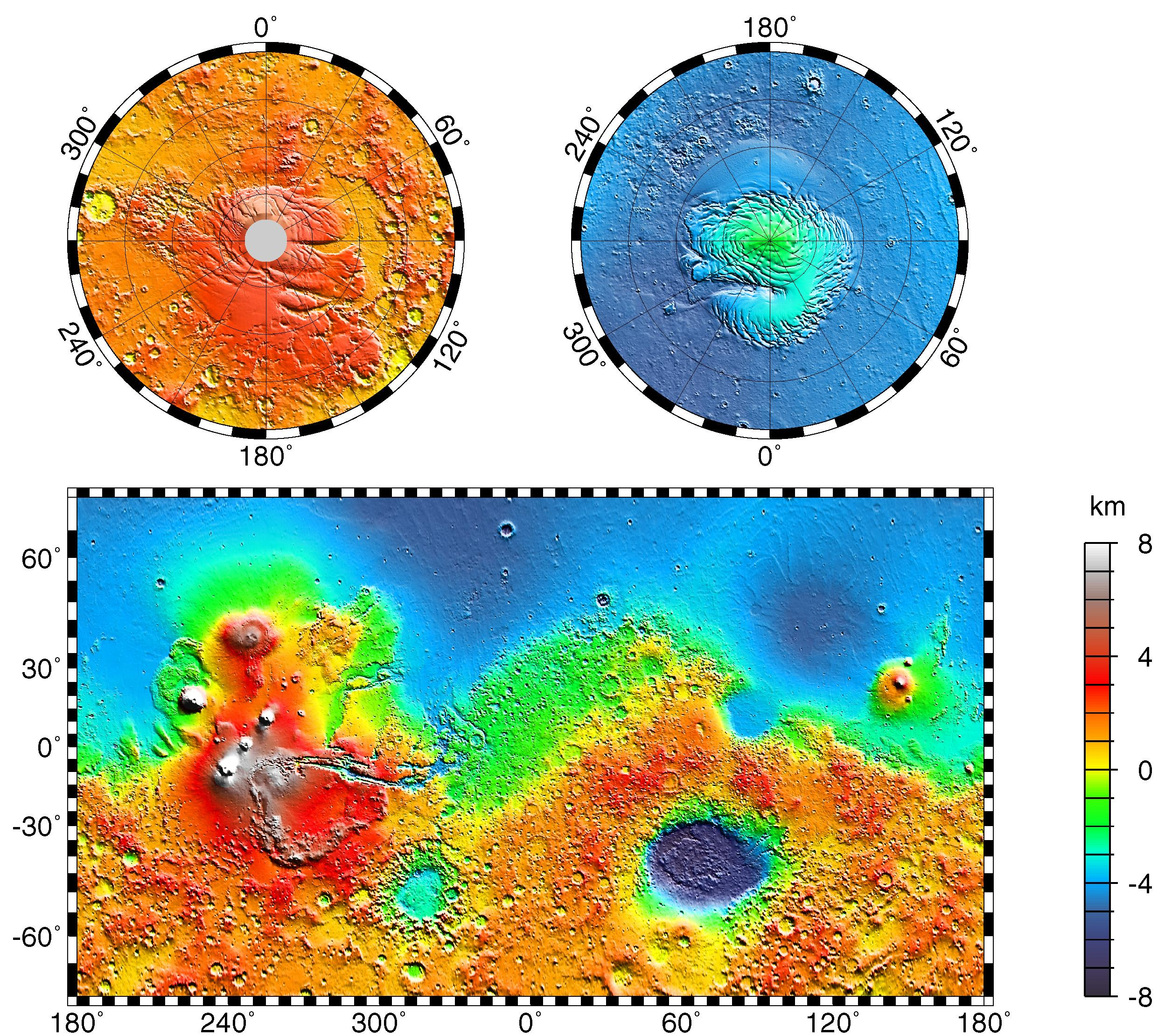
Cao nguyên núi lửa (đỏ) và lòng chảo va chạm (xanh) chiếm phần lớn trong bản đồ địa hình của Sao Hỏa

Mặc dù được công nhận nhiều là những người đã vẽ bản đồ Mặt Trăng, Johann Heinrich Mädler và Wilhelm Beer cũng là hai người đầu tiên vẽ bản đồ Sao Hỏa. Họ đã nhận ra rằng hầu hết đặc điểm trên bề mặt Sao Hỏa là vĩnh cửu và nhờ đó đã xác định được một cách chính xác chu kỳ tự quay của hành tinh này. Năm 1840, Mädler kết hợp 10 năm quan sát để vẽ ra tấm bản đồ địa hình đầu tiên trên Sao Hỏa. Tuy không đặt tên cho những vị trí đặc trưng, Beer và Mädler đơn giản chỉ gán chữ cho chúng; ví dụ Vịnh Meridiani (Sinus Meridiani) được đặt tên với chữ "a."
Ngày nay, các đặc điểm trên Sao Hỏa được đặt tên theo nhiều nguồn khác nhau. Những đặc điểm theo suất phản chiếu quang học được đặt tên trong thần thoại. Các hố lớn hơn 60 km được đặt tên để tưởng nhớ những nhà khoa học và văn chương và những người đã đóng góp cho việc nghiên cứu Sao Hỏa. Những hố nhỏ hơn 60 km được đặt tên theo các thị trấn và ngôi làng trên Trái Đất với dân số nhỏ hơn 100.000 người. Những thung lũng lớn được đặt tên theo từ "Sao Hỏa" và các ngôi sao trong nghĩa của các ngôn ngữ khác nhau, những thung lũng nhỏ được đặt tên theo các con sông.
Những đặc điểm có suất phản chiếu hình học lớn (albedo) mang nhiều tên gọi cũ, nhưng thường được thay đổi để phản ánh những hiểu biết mới về bản chất của đặc điểm. Ví dụ, tên gọi Nix Olympica (tuyết ở ngọn Olympus) được đổi thành Olympus Mons (núi Olympus). Bề mặt Sao Hỏa khi quan sát từ Trái Đất được chia ra thành loại vùng, với suất phản chiếu hình học khác nhau. Những đồng bằng nhạt màu bao phủ bởi bụi và cát trong màu đỏ của sắt oxide từng được cho là các 'lục địa' và đặt tên như Arabia Terra (vùng đất Ả Rập) hay Amazonis Planitia (đồng bằng Amazon). Những vùng tối màu được coi là các biển, như Mare Erythraeum (biển Erythraeum), Mare Sirenum và Aurorae Sinus. Vùng tối lớn nhất khi nhìn từ Trái Đất là Syrtis Major Planum. Chỏm băng vĩnh cửu cực bắc được đặt tên là Planum Boreum, và Planum Australe.
Xích đạo của Sao Hỏa được xác định bởi sự tự quay của nó, nhưng vị trí của kinh tuyến gốc được quy ước cụ thể, như kinh tuyến Greenwich của Trái Đất. Bằng cách lựa chọn một điểm bất kỳ, năm 1830 Mädler và Beer đã chọn lấy một đường trong bản đồ đầu tiên của họ về hành tinh đỏ. Sau khi tàu Mariner 9 cung cấp thêm những bức ảnh về bề mặt Sao Hỏa năm 1972, một miệng hố nhỏ (sau này gọi là Airy-0), nằm trong Sinus Meridiani ("vịnh Kinh Tuyến"), được chọn làm định nghĩa cho kinh độ 0,0° để phù hợp với lựa chọn ban đầu của hai ông.
Do Sao Hỏa không có đại dương và vì vậy không có 'mực nước biển', nên các nhà khoa học phải lựa chọn một bề mặt có cao độ bằng 0, tương tự như mực nước biển, làm bề mặt tham chiếu; mặt này được gọi là areoid  của Sao Hỏa, tương tự như geoid của Trái Đất. Cao độ 0 được xác định tại độ cao mà ở đó áp suất khí quyển Sao Hỏa bằng 610,5 Pa (6,105 mbar). Áp suất này tương ứng với điểm ba trạng thái của nước, và bằng khoảng 0,6% áp suất tại mực nước biển trên Trái Đất (0,006 atm). Ngày nay, mặt geoid hay areoid được xác định một cách chính xác nhờ những vệ tinh khảo sát trường hấp dẫn của Trái Đất và Sao Hỏa.

#### Địa hình va chạm
Địa hình Sao Hỏa có hai điểm khác biệt rõ rệt: những vùng đồng bằng bắc bán cầu bằng phẳng do tác động của dòng chảy dung nham ngược hẳn với vùng cao nguyên, những hố va chạm cổ ở bán cầu nam. Một nghiên cứu năm 2008 cho thấy chứng cứ ủng hộ lý thuyết đề xuất năm 1980 rằng, khoảng bốn tỷ năm trước, bán cầu bắc của Sao Hỏa đã bị một thiên thể kích cỡ một phần mười đến một phần ba Mặt Trăng đâm vào. Nếu điều này đúng, bán cầu bắc Sao Hỏa sẽ có một hố va chạm với chiều dài tới 10.600 km và rộng tới 8.500 km, hay gần bằng diện tích của châu Âu, châu Á và lục địa Australia cộng lại, và hố va chạm này sẽ vượt qua lòng chảo cực nam Aitken, được coi là lòng chảo va chạm lớn nhất trong hệ Mặt Trời hiện nay.
Bề mặt Sao Hỏa có rất nhiều hố va chạm: có khoảng 43.000 hố với đường kính lớn hơn hoặc bằng 5 km đã được phát hiện. Hố lớn nhất được công nhận là lòng chảo va chạm Hellas, với đặc trưng suất phản chiếu hình học có thể nhìn thấy rõ từ Trái Đất. Do Sao Hỏa có kích thước và khối lượng nhỏ hơn, nên xác suất để một vật thể va chạm vào Sao Hỏa bằng khoảng một nửa so với Trái Đất. Sao Hỏa nằm gần vành đai tiểu hành tinh hơn, nên khả năng nó bị những vật thể từ nơi này va chạm vào là cao hơn. Hành tinh đỏ cũng bị các sao chổi chu kỳ ngắn va vào với khả năng lớn, do những sao chổi này nằm gần bên trong quỹ đạo của Sao Mộc. Mặc dù vậy, hố va chạm trên Sao Hỏa vẫn ít hơn nhiều so với trên Mặt Trăng, do bầu khí quyển mỏng của nó cũng có tác dụng bảo vệ những thiên thạch nhỏ chạm tới bề mặt. Một số hố va chạm có hình thái gợi ra rằng chúng bị ẩm ướt sau một thời gian thiên thạch va chạm xuống bề mặt.

#### Những vùng kiến tạo

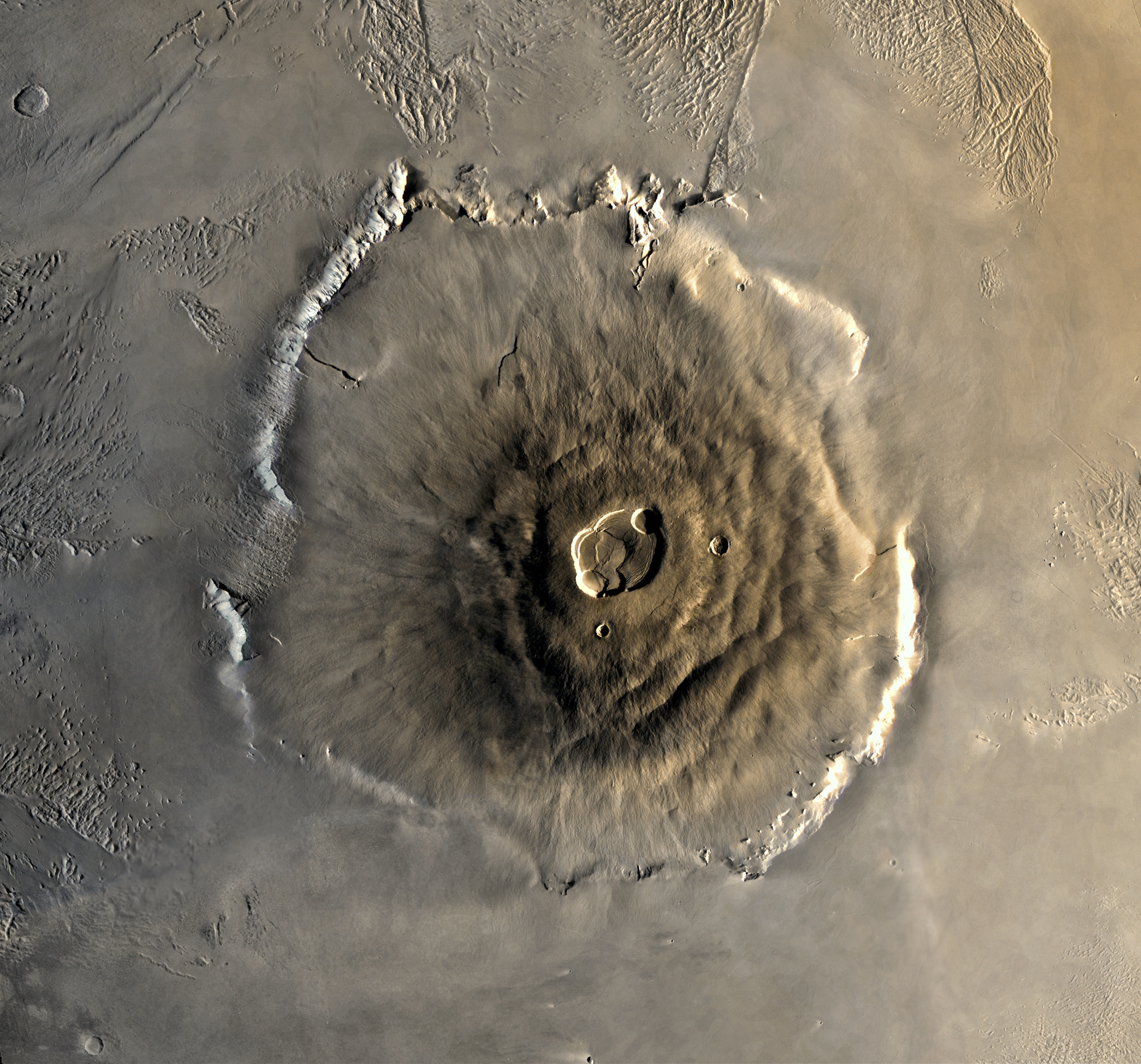
Ảnh chụp núi lửa Olympus Mons, núi cao nhất trong hệ Mặt Trời

Núi lửa hình khiên Olympus Mons có chiều cao tới 25 km và là ngọn núi cao nhất trong hệ Mặt Trời. Nó là ngọn núi lửa đã tắt nằm trong vùng cao nguyên rộng lớn Tharsis, vùng này cũng chứa một vài ngọn núi lửa lớn khác. Olympus Mons cao gấp ba lần núi Everest, với chiều cao trên 8,8 km. Cũng chú ý rằng, ngoài những hoạt động kiến tạo, kích thước của hành tinh cũng giới hạn cho chiều cao của những ngọn núi trên bề mặt của nó.
Hẻm vực lớn Valles Marineris (tiếng Latin của  thung lũng Mariner, hay còn gọi là Agathadaemon trong những tấm bản đồ kênh đào Sao Hỏa cũ), có chiều dài tới 4.000 km và độ sâu khoảng 7 km. Chiều dài của Valles Marineris tương đương với chiều dài của châu Âu và chiếm tới một phần năm chu vi của Sao Hỏa. Hẻm núi Grand Canyon trên Trái Đất có chiều dài 446 km và sâu gần 2 km. Valles Marineris được hình thành là do sự trồi lên của vùng cao nguyên Tharsis làm cho lớp vỏ hành tinh ở vùng Valles Marineris bị tách giãn và sụt xuống. Năm 2012, người ta đề xuất rằng vùng thung lũng không chỉ là một dải đất hẹp mà còn là một mảng có chuyển động nằm ngang nằm ở ranh giới 150 km, khiến Sao Hỏa trở thành hành tinh có khả năng sắp xếp 2 vùng kiến tạo. Một hẻm vực lớn khác là Ma'adim Vallis (Ma'adim trong tiếng Hebrew là Sao Hỏa). Nó dài 700 km và bề rộng cũng lớn hơn Grand Canyon với chiều rộng 20 km và độ sâu 2 km ở một số vị trí. Trong quá khứ Ma'adim Vallis có thể đã bị ngập bởi nước lũ.

#### Hang động

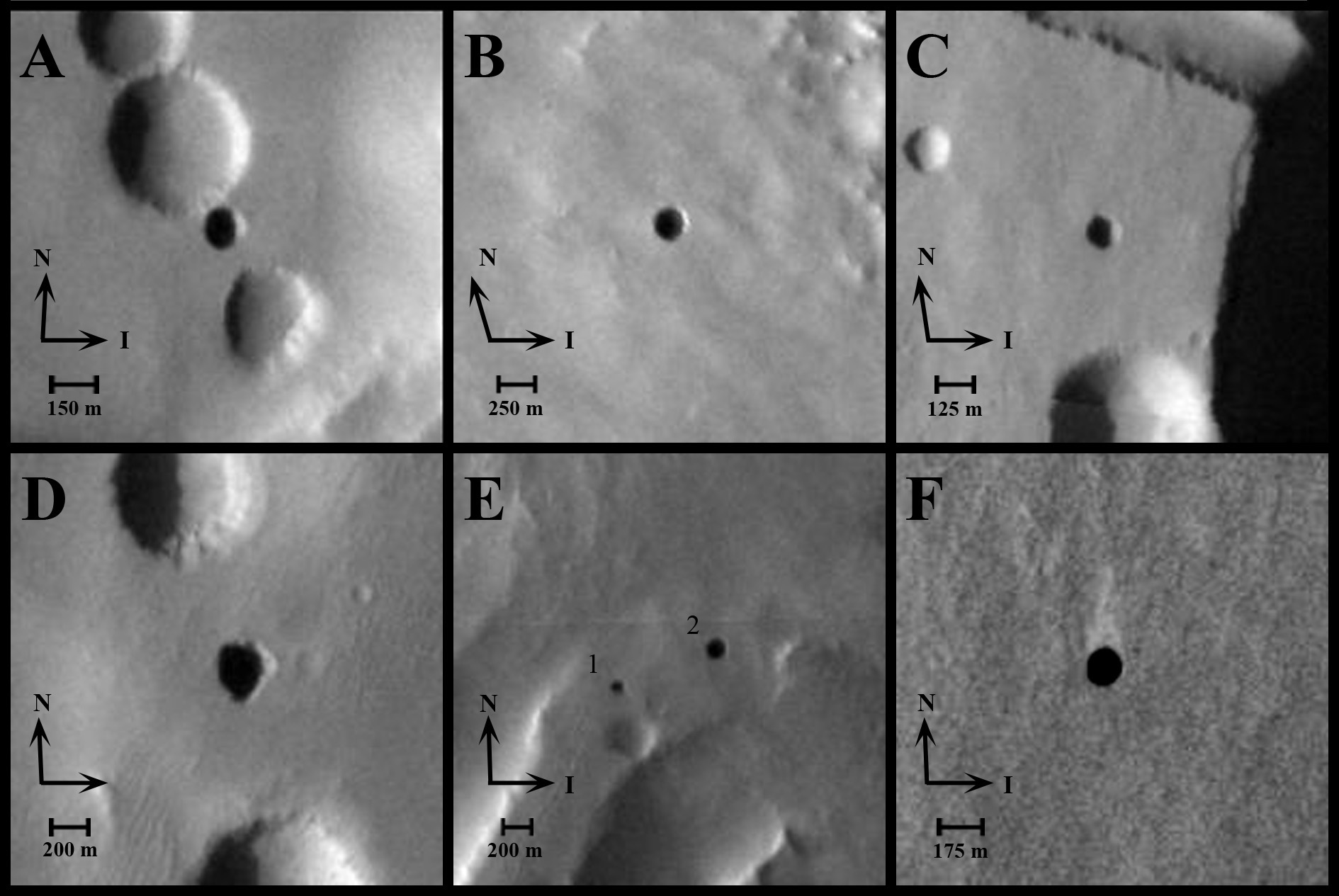
Ảnh chụp từ thiết bị THEMIS về một số hang trên bề mặt Sao Hỏa. Những hang này được đặt tên không chính thức là (A) Dena, (B) Chloe, (C) Wendy, (D) Annie, (E) Abby (trái) và Nikki, và (F) Jeanne.

Ảnh chụp từ thiết bị THEMIS trên tàu Mars Odyssey của NASA cho thấy khả năng có tới 7 cửa hang động trên sườn núi lửa Arsia Mons. Những hang này được đặt tên tạm thời theo những người phát hiện ra nó đôi khi còn được gọi là "bảy chị em." Cửa vào hang có bề rộng từ 100 m tới 252 m và chiều sâu ít nhất từ 73 m tới 96 m. Bởi vì ánh sáng không thể chiếu tới đáy của hầu hết các hang, do vậy các nhà thiên văn cho rằng thực tế chúng có chiều sâu lớn hơn và rộng hơn ở trong hang so với giá trị ước lượng. Hang "Dena" là một ngoại lệ; có thể quan sát thấy đáy của nó và vì vậy chiều sâu của nó bằng 130 m. Bên trong những hang này có thể giúp tránh khỏi tác động từ những thiên thạch nhỏ, bức xạ cực tím, gió Mặt Trời và những tia vũ trụ năng lượng cao bắn phá xuống hành tinh đỏ.

### Khí quyển

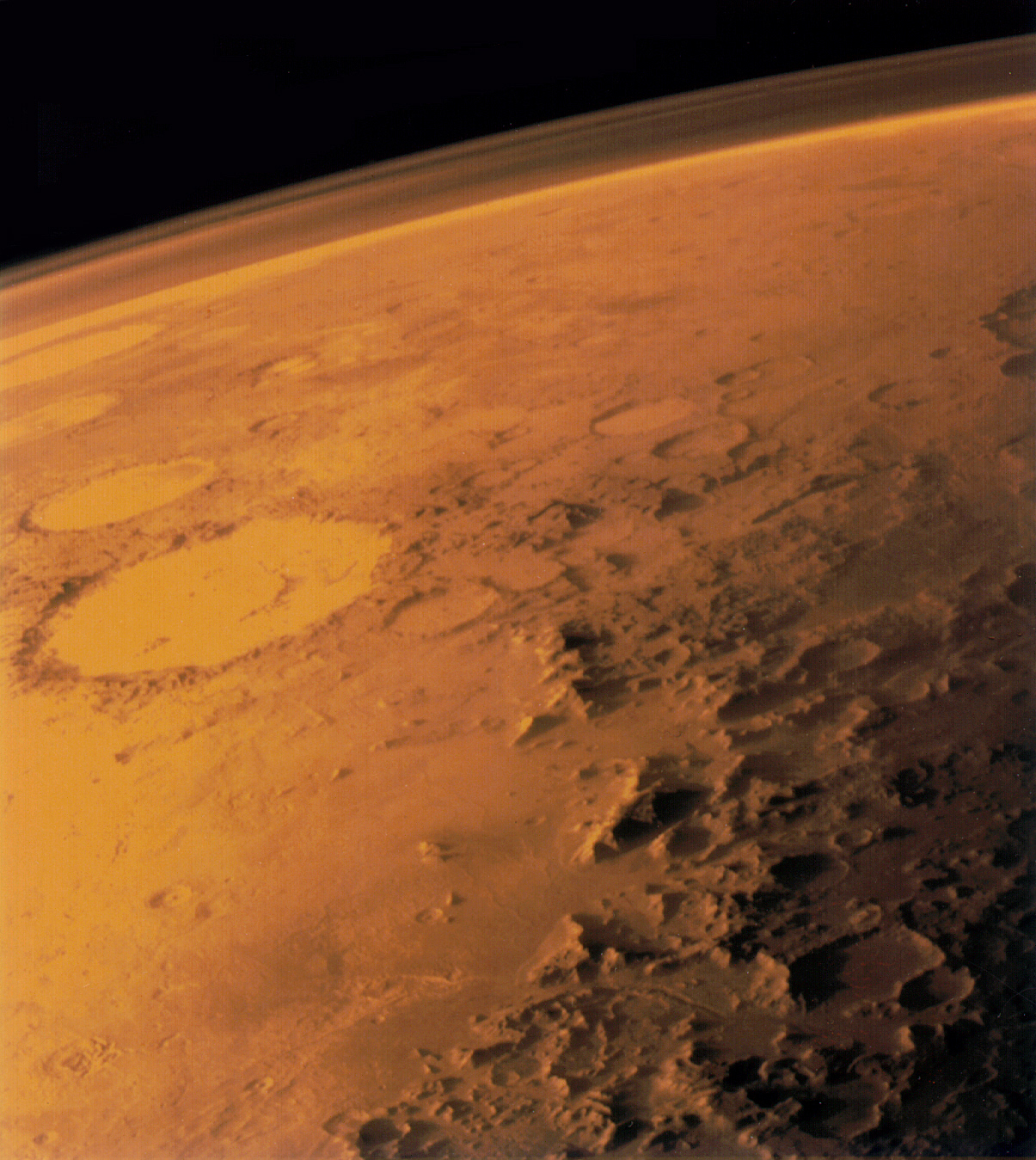
Bầu khí quyển mỏng manh của Sao Hỏa, nhìn từ chân trời trong bức ảnh chụp từ quỹ đạo thấp.

Sao Hỏa đã mất từ quyển của nó từ 4 tỷ năm trước, do vậy gió Mặt Trời tương tác trực tiếp đến tầng điện li của hành tinh, làm giảm mật độ khí quyển do dần dần tước đi các nguyên tử ở lớp ngoài cùng của bầu khí quyển. Cả hai tàu Mars Global Surveyor và Mars Express đã thu nhận được những hạt bị ion hóa từ khí quyển khi chúng đang thoát vào không gian. So với Trái Đất, khí quyển của Sao Hỏa khá loãng. Áp suất khí quyển tại bề mặt thay đổi từ 30 Pa (0,030 kPa) ở ngọn Olympus Mons tới 1.155 Pa (1,155 kPa) ở lòng chảo Hellas Planitia, và áp suất trung bình bằng 600 Pa (0,600 kPa). Áp suất lớn nhất trên Sao Hỏa bằng với áp suất ở những điểm có độ cao 35 km trên bề mặt Trái Đất. Con số này nhỏ hơn 1% áp suất trung bình tại bề mặt Trái Đất (101,3 kPa). Tỉ lệ độ cao (scale height) của khí quyển Sao Hỏa bằng 10,8 km, lớn hơn của Trái Đất (bằng 6 km) bởi vì gia tốc hấp dẫn bề mặt Sao Hỏa chỉ bằng 38% của Trái Đất, và nhiệt độ trung bình trong khí quyển Sao Hỏa thấp hơn đồng thời khối lượng trung bình của các phân tử cao hơn 50% so với trên Trái Đất.
Bầu khí quyển Sao Hỏa chứa 95% cacbon dioxide, 3% nitơ, 1,6% argon và chứa dấu vết của oxy và hơi nước. Khí quyển khá là bụi bặm, chứa các hạt bụi đường kính khoảng 1,5 µm khiến cho bầu trời Sao Hỏa có màu vàng nâu khi đứng nhìn từ bề mặt của nó.

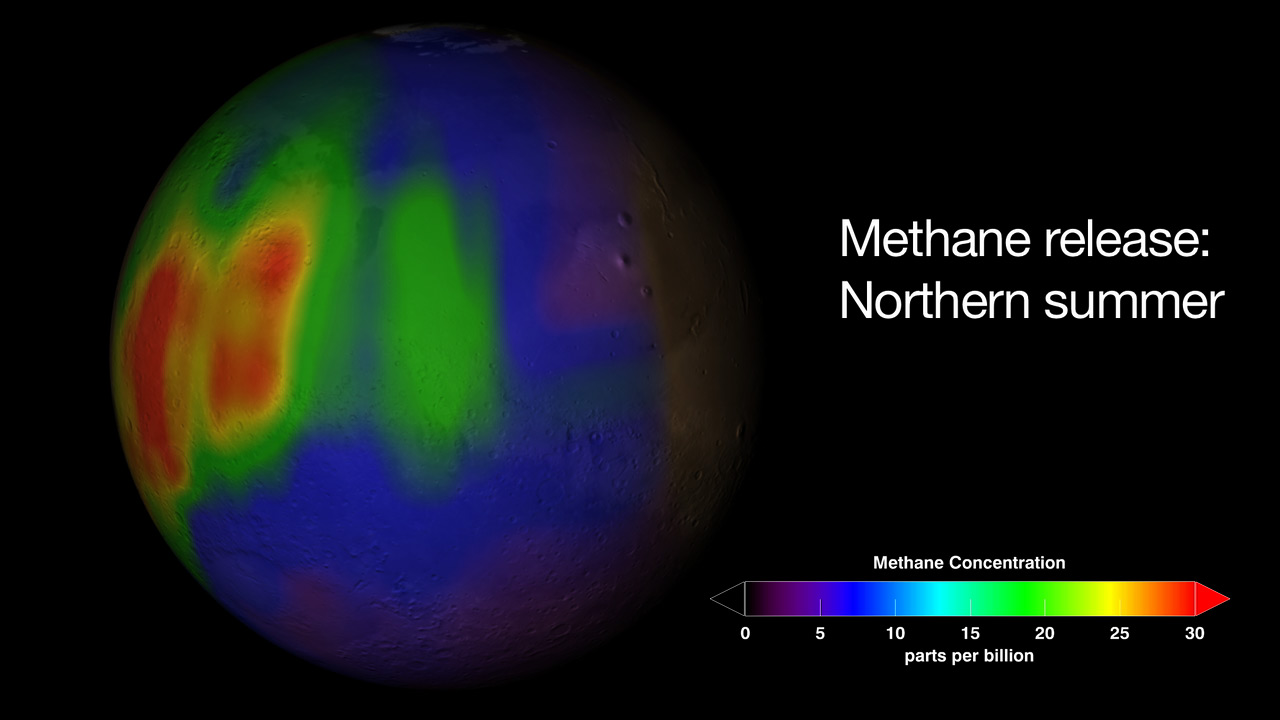
Bản đồ methan

Methan đã được phát hiện trong khí quyển hành tinh đỏ với tỷ lệ mol vào khoảng 30 ppb; nó xuất hiện theo những luồng mở rộng và ở những vị trí rời rạc khác nhau. Vào giữa mùa hè ở bán cầu bắc, luồng chính chứa tới 19.000 tấn methan, và các nhà thiên văn ước lượng cường độ ở nguồn vào khoảng 0,6 kilôgam trên giây. Nghiên cứu cũng cho thấy có hai nguồn chính phát ra methan, nguồn thứ nhất gần tọa độ 30° B, 260° T và nguồn hai gần tọa độ 0° B, 310° T. Các nhà khoa học cũng ước lượng được Sao Hỏa sản sinh ra khoảng 270 tấn methan trong một năm.
Nghiên cứu cũng chỉ ra khoảng thời gian để lượng methan phân hủy có thể dài bằng 4 năm hoặc ngắn bằng 0,6 năm Trái Đất. Sự phân hủy nhanh chóng và lượng methan được bổ sung ám chỉ có những nguồn còn hoạt động đang giải phóng lượng khí này. Những hoạt động núi lửa, sao chổi rơi xuống, và khả năng có mặt của các dạng sống vi sinh vật sản sinh ra methan. Methan cũng có thể sinh ra từ quá trình vô cơ như sự serpentin hóa (serpentinization) với sự tham gia của nước, cacbon dioxide và khoáng vật olivin, nó tồn tại khá phổ biến trên Sao Hỏa.

### Khí hậu
Trong số các hành tinh trong hệ Mặt Trời, các mùa trên Sao Hỏa là gần giống với trên Trái Đất nhất, do sự gần bằng về độ nghiêng của trục tự quay ở hai hành tinh. Độ dài các mùa trên Sao Hỏa bằng khoảng hai lần trên Trái Đất, do khoảng cách từ Sao Hỏa đến Mặt Trời lớn hơn dẫn đến một năm trên hành tinh này bằng khoảng hai năm Trái Đất. Nhiệt độ Sao Hỏa thay đổi từ nhiệt độ rất thấp -87 °C trong thời gian mùa đông ở các cực cho đến -5 °C vào mùa hè. Biên độ nhiệt độ lớn như vậy là vì bầu khí quyển quá mỏng không thể giữ lại được nhiệt lượng từ Mặt Trời, do áp suất khí quyển thấp, và do tỉ số thể tích nhiệt rung riêng (thermal inertia) của đất Sao Hỏa thấp. Hành tinh cũng nằm xa Mặt Trời gấp 1,52 lần so với Trái Đất, do vậy nó chỉ nhận được khoảng 43% lượng ánh sáng so với Trái Đất.
Nếu Sao Hỏa nằm vào quỹ đạo của Trái Đất, các mùa trên hành tinh này sẽ giống với trên địa cầu do độ lớn góc nghiêng trục quay hai hành tinh giống nhau. Độ lệch tâm quỹ đạo tương đối lớn của nó cũng có một tác động quan trọng. Khi Sao Hỏa gần cận điểm quỹ đạo thì ở bán cầu bắc là mùa đông và bán cầu nam là mùa hè, khi nó gần viễn điểm quỹ đạo thì ngược lại. Các mùa ở bán cầu nam diễn ra khắc nghiệt hơn so với bán cầu bắc. Nhiệt độ trong mùa hè ở bán cầu nam có thể cao hơn tới 30 °C (86 °F) so với mùa hè ở bán cầu bắc.
Sao Hỏa cũng có những trận bão bụi lớn nhất trong hệ Mặt Trời. Chúng có thể biến đổi từ một cơn bão trong một vùng nhỏ cho đến hình thành cơn bão khổng lồ bao phủ toàn bộ hành tinh. Những trận bão bụi thường xuất hiện khi Sao Hỏa nằm gần Mặt Trời và khi đó nhiệt độ toàn cầu cũng tăng lên do tác động của bão bụi.

Ảnh chụp qua kính thiên văn Hubble so sánh Sao Hỏa trước và sau trận bão bụi bao phủ toàn cầu.

## Quỹ đạo và chu kỳ quay

Quỹ đạo của Sao Hỏa (đỏ) và Trái Đất (xanh).

Khoảng cách trung bình từ Sao Hỏa đến Mặt Trời vào khoảng 230 triệu km (1,5 AU) và chu kỳ quỹ đạo của nó bằng 687 ngày Trái Đất. Ngày mặt trời (viết tắt sol) trên Sao Hỏa hơi dài hơn ngày Trái Đất và bằng: 24 giờ, 39 phút, và 35,244 giây. Một năm Sao Hỏa bằng 1,8809 năm Trái Đất; hay 1 năm, 320 ngày, và 18,2 giờ.
Độ nghiêng trục quay bằng 25,19 độ và gần bằng với độ nghiêng trục quay của Trái Đất. Kết quả là Sao Hỏa có các mùa gần giống với Trái Đất mặc dù chúng có thời gian kéo dài gần gấp đôi trong một năm dài hơn. Hiện tại hướng của cực bắc Sao Hỏa nằm gần với ngôi sao Deneb. Sao Hỏa đã vượt qua cận điểm quỹ đạo vào tháng 3 năm 2011 và vượt qua viễn điểm quỹ đạo vào tháng 2 năm 2012.
Sao Hỏa có độ lệch tâm quỹ đạo tương đối lớn vào khoảng 0,09; trong bảy hành tinh còn lại của hệ Mặt Trời, chỉ có Sao Thủy có độ lệch tâm lớn hơn. Các nhà khoa học biết rằng trong quá khứ Sao Hỏa có quỹ đạo tròn hơn so với bây giờ. Cách đây khoảng 1,35 triệu năm Trái Đất, Sao Hỏa có độ lệch tâm gần bằng 0,002, nhỏ hơn nhiều so với Trái Đất ngày nay. Chu kỳ độ lệch tâm của Sao Hỏa bằng 96.000 năm Trái Đất so với chu kỳ lệch tâm của Trái Đất bằng 100.000 năm. Sao Hỏa cũng đã từng có chu kỳ lệch tâm bằng 2,2 triệu năm Trái Đất. Trong vòng 35.000 năm trước đây, quỹ đạo Sao Hỏa trở lên elip hơn do ảnh hưởng hấp dẫn từ những hành tinh khác. Khoảng cách gần nhất giữa Trái Đất và Sao Hỏa sẽ giảm nhẹ dần trong vòng 25.000 năm tới.

Ảnh so sánh quỹ đạo của Sao Hỏa và hành tinh lùn Ceres nằm trong vành đai tiểu hành tinh, khi nhìn từ cực bắc của Hoàng đạo. Các đoạn của quỹ đạo nằm ở phía nam hoàng đạo được vẽ bằng màu tối. Cận điểm quỹ đạo (q) và viễn điểm quỹ đạo (Q) được đánh dấu với ngày gần nhất thiên thể sẽ vượt qua. Quỹ đạo Sao Hỏa có màu đỏ, Ceres có màu vàng.

Ảnh nhìn từ điểm nút lên của quỹ đạo

## Vệ tinh tự nhiên
Sao Hỏa có hai vệ tinh tự nhiên tương đối nhỏ, Phobos và Deimos, chúng quay quanh trên những quỹ đạo khá gần hành tinh. Lý thuyết về tiểu hành tinh bị hành tinh đỏ bắt giữ đã thu hút sự quan tâm từ lâu nhưng nguồn gốc của nó vẫn còn nhiều bí ẩn. Nhà thiên văn học Asaph Hall đã phát hiện ra 2 vệ tinh này vào năm 1877, và ông đặt tên chúng theo tên các nhân vật trong thần thoại Hy Lạp là Phobos (đau đớn/sợ hãi) và Deimos (kinh hoàng/khiếp sợ), hai người con cùng tham gia những trận đánh của vị thần chiến tranh Ares. Ares trong thần thoại La Mã tên là Mars (mà người La Mã dùng tên của vị thần đó đặt tên cho Sao Hỏa).
Nhìn từ bề mặt Sao Hỏa, chuyển động của Phobos và Deimos hiện lên rất khác lạ so với chuyển động của Mặt Trăng. Phobos mọc lên ở phía tây, lặn ở phía đông, và lại mọc lên chỉ sau 11 giờ. Deimos nằm ngay bên ngoài quỹ đạo khóa thủy triều—tại đó chu kỳ quỹ đạo bằng với chu kỳ tự quay của hành tinh—nó mọc lên ở phía đông nhưng rất chậm. Mặc dù chu kỳ quỹ đạo của nó bằng 30 giờ, nó phải mất 2,7 ngày để lặn ở phía tây khi nó chậm dần đi về phía sau sự quay của Sao Hỏa, và sau đó phải khá lâu nó mới mọc trở lại.
Bởi vì quỹ đạo của Phobos nằm bên trong quỹ đạo đồng bộ, lực thủy triều từ Sao Hỏa đang dần dần hút vệ tinh này về phía nó. Trong khoảng 50 triệu năm nữa vệ tinh này sẽ đâm xuống bề mặt Sao Hỏa hoặc bị phá tan thành một cái vành bụi quay quanh hành tinh.
Nguồn gốc của hai vệ tinh này vẫn chưa được hiểu đầy đủ. Đặc tính suất phản chiếu hình học thấp và thành phần cấu tạo bằng "thiên thạch hạt chứa than" (carbonaceous chondrite) giống với tính chất của các tiểu hành tinh là một trong những bằng chứng ủng hộ lý thuyết tiểu hành tinh bị bắt. Quỹ đạo không ổn định của Phobos dường như là một chứng cứ khác cho thấy nó bị bắt trong thời gian khá gần ngày nay. Tuy vậy, cả hai vệ tinh có quỹ đạo tròn, mặt phẳng quỹ đạo rất gần với mặt phẳng xích đạo hành tinh, lại là một điều không thông thường cho các vật thể bị bắt và như thế đòi hỏi quá trình động lực bắt giữ 2 vệ tinh này rất phức tạp. Sự bồi tụ trong buổi đầu lịch sử hình thành Sao Hỏa cũng là một khả năng khác nhưng lý thuyết này lại không giải thích được thành phần cấu tạo của 2 vệ tinh giống với các tiểu hành tinh hơn là giống với thành phần của Sao Hỏa.
Một khả năng khác đó là sự tham gia của một vật thể thứ ba hoặc một kiểu va chạm gây nhiễu loạn. Những dữ liệu gần đây cho thấy khả năng vệ tinh Phobos có cấu trúc bên trong khá rỗng và các nhà khoa học đề xuất thành phần chính của nó là khoáng phyllosilicat và những loại khoáng vật khác đã có trên Sao Hỏa, và họ chỉ ra trực tiếp rằng nguồn gốc của Phobos là từ những vật liệu bắn ra từ một thiên thể va chạm với Sao Hỏa và sau đó tích tụ lại trên quỹ đạo quanh hành tinh này, tương tự như lý thuyết giải thích cho nguồn gốc Mặt Trăng. Trong khi phổ VNIR của các vệ tinh Sao Hỏa giống với phổ của các tiểu hành tinh trong vành đai tiểu hành tinh, thì phổ hồng ngoại nhiệt (thermal infrared) của Phobos lại không hoàn toàn tương thích với phổ của bất kỳ lớp khoáng vật chondrit.
| Tên    | Đường kính (km)        | Khối lượng (kg) | Bán trục lớn (km) | Chu kỳ quỹ đạo (giờ) | Chu kỳ trăng mọc trung bình (giờ, ngày) |
| ------ | ---------------------- | --------------- | ----------------- | -------------------- | --------------------------------------- |
| Phobos | 22,2 km (27×21,6×18,8) | 1,08×1016       | 9 377 km          | 7,66                 | 11,12 giờ (0,463 ngày)                  |
| Deimos | 12,6 km (10×12×16)     | 2×1015          | 23 460 km         | 30,35                | 131 giờ (5,44 ngày)                     |

## Sự sống
Những hiểu biết hiện tại về hành tinh ở được—khả năng một thế giới cho sự sống phát triển và duy trì—ưu tiên những hành tinh có nước lỏng tồn tại trên bề mặt của chúng. Điều này trước tiên đòi hỏi quỹ đạo hành tinh nằm trong vùng ở được, mà đối với Mặt Trời hiện nay là vùng mở rộng ngày bên ngoài quỹ đạo Sao Kim đến bán trục lớn của Sao Hỏa. Trong thời gian Sao Hỏa nằm gần cận điểm quỹ đạo thì nó cũng nằm sâu bên trong vùng ở được, nhưng bầu khí quyển mỏng của hành tinh (và do đó áp suất khí quyển thấp) không đủ để cho nước lỏng tồn tại trên diện rộng và trong thời gian dài. Những dòng chảy trong quá khứ của nước lỏng có khả năng mang lại tính ở được cho hành tinh đỏ. Một số chứng cứ hiện nay cũng cho thấy nếu nước lỏng có tồn tại trên bề mặt Sao Hỏa thì nó sẽ quá mặn và có tính a xít cao để có thể duy trì một sự sống thông thường.
Sao Hỏa thiếu đi từ quyển và có một bầu khí quyển cực mỏng cũng là một thách thức: sẽ có ít sự truyền nhiệt trên toàn bề mặt hành tinh, đồng thời khí quyển cũng không thể ngăn được sự bắn phá của gió Mặt Trời và một áp suất quá thấp để duy trì nước dưới dạng lỏng (thay vào đó nước sẽ lập tức thăng hoa thành dạng hơi). Sao Hỏa cũng gần như, hay có lẽ hoàn toàn không còn các hoạt động địa chất; sự ngưng hoạt động của các núi lửa rõ ràng làm ngừng sự tuần hoàn của các khoáng chất và hợp chất hóa học giữa bề mặt và phần bên trong hành tinh.
Nhiều bằng chứng ủng hộ cho Sao Hỏa trước đây đã từng có những điều kiện cho sự sống phát triển hơn so với ngày nay, nhưng liệu các sinh vật sống có từng tồn tại hay không vẫn còn là bí ẩn. Các tàu thăm dò Viking trong giữa thập niên 1970 đã thực hiện những thí nghiệm được thiết kế nhằm xác định các vi sinh vật trong đất Sao Hỏa ở những vị trí chúng đổ bộ và đã cho kết quả khả quan, bao gồm sự tăng tạm thời của sản phẩm CO2 khi trộn những mẫu đất với nước và khoáng chất. Dấu hiệu của sự sống này đã gây ra tranh cãi trong cộng đồng các nhà khoa học, và vẫn còn là một vấn đề mở, trong đó nhà khoa học NASA Gilbert Levin cho rằng tàu Viking có thể đã tìm thấy sự sống. Một cuộc phân tích lại những dữ liệu từ Viking, trong ánh sáng của hiểu biết hiện đại về dạng sống trong môi trường cực kỳ khắc nghiệt (extremophile forms), cho thấy các thí nghiệm trong chương trình Viking không đủ độ phức tạp để xác định được những dạng sống này. Thậm chí những thí nghiệm này có thể đã giết chết những dạng vi sinh vật (giả thuyết là tồn tại). Các thí nghiệm thực hiện bởi tàu đổ bộ Phoenix đã chỉ ra đất ở vị trí đáp xuống có tính kiềm pH khá cao và nó chứa magnesi, natri, kali và clo. Những chất dinh dưỡng trong đất có thể giúp phát triển sự sống những sự sống vẫn cần phải được bảo vệ từ những ánh sáng cực tím rất mạnh.
Tại phòng thí nghiệm Trung tâm không gian Johnson, một số hình dạng thú vị đã được tìm thấy trong khối vẫn thạch ALH84001. Một số nhà khoa học đề xuất là những hình dạng này có khả năng là hóa thạch của những vi sinh vật đã từng tồn tại trên Sao Hỏa trước khi vẫn thạch này bị bắn vào không gian bởi một vụ chạm của thiên thạch với hành tinh đỏ và gửi nó đi trong chuyến hành trình khoảng 15 triệu năm tới Trái Đất. Đề xuất về nguồn gốc phi hữu cơ cho những hình dạng này cũng đã được nêu ra.
Những lượng nhỏ methan và fomanđêhít xác định được gần đây bởi các tàu quỹ đạo đều được coi là những dấu hiệu cho sự sống, và những hợp chất hóa học này cũng nhanh chóng bị phân hủy trong bầu khí quyển của Sao Hỏa. Cũng có khả năng những hợp chất này được bổ sung bởi hoạt động địa chất hay núi lửa cũng như sự serpentin hóa của khoáng chất (serpentinization).
Trong tương lai, có thể là nhiệt độ bề mặt Sao Hỏa sẽ tăng từ từ, hơi nước và CO2 hiện tại đang đóng băng dưới regolith bề mặt sẽ giải phóng vào khí quyển tạo nên hiệu ứng nhà kính nung nóng hành tinh cho đến khi nó đạt những điều kiện tương đương với Trái Đất ngày nay, do đó cung cấp nơi trú chân tiềm năng trong tương lai cho sinh vật trên Trái Đất.

## Thám hiểm

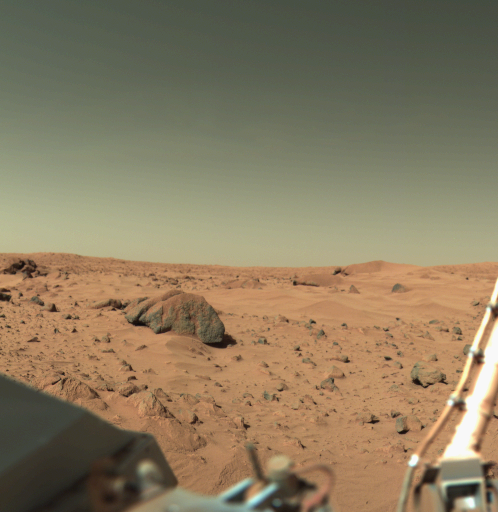
Tàu đổ bộ Viking 1 vào tháng 2 năm 1978.

Hàng tá tàu không gian, bao gồm tàu quỹ đạo, tàu đổ bộ, và robot tự hành, đã được gửi đến Sao Hỏa bởi Liên Xô, Hoa Kỳ, châu Âu, và Nhật Bản nhằm nghiên cứu bề mặt, khí hậu và địa chất hành tinh đỏ. Đến năm 2008, chi phí cho vận chuyển vật liệu từ bề mặt Trái Đất lên bề mặt Sao Hỏa có giá xấp xỉ 309.000US$ trên một kilôgam.
Những tàu còn hoạt động cho đến năm 2011 bao gồm Mars Reconnaissance Orbiter (từ 2006), Mars Express (từ 2003), 2001 Mars Odyssey (từ 2001), và trên bề mặt là robot tự hành Opportunity (từ 2004). Những phi vụ kết thúc gần đây bao gồm Mars Global Surveyor (1997–2006) và Robot tự hành Spirit (2004–2010).
Gần hai phần ba số tàu không gian được thiết kế đến Sao Hỏa đã bị lỗi trong giai đoạn phóng, hành trình hoặc trước khi bắt đầu thực hiện phi vụ hoặc không hoàn tất phi vụ của chúng, chủ yếu trong giai đoạn cuối thế kỷ 20. Sang thế kỷ 21, những thất bại trong các phi vụ đã được giảm bớt nhiều. Những lỗi trong các phi vụ chủ yếu là do vấn đề kĩ thuật, như mất liên lạc hoặc sai lầm trong thiết kế, và thường do hạn chế về tài chính và thiếu năng lực trong các phi vụ. Số thất bại nhiều như vậy đã làm cho công chúng liên tưởng đến những điều viễn tưởng như "Tam giác Bermuda", "Lời nguyền" Sao Hỏa, hoặc "ma cà rồng" trong thiên hà đã ăn những tàu không gian này. Những thất bại gần đây bao gồm phi vụ Beagle 2 (2003), Mars Climate Orbiter (1999), và Mars 96 (1996).

### Các tàu thăm dò đã mất liên lạc

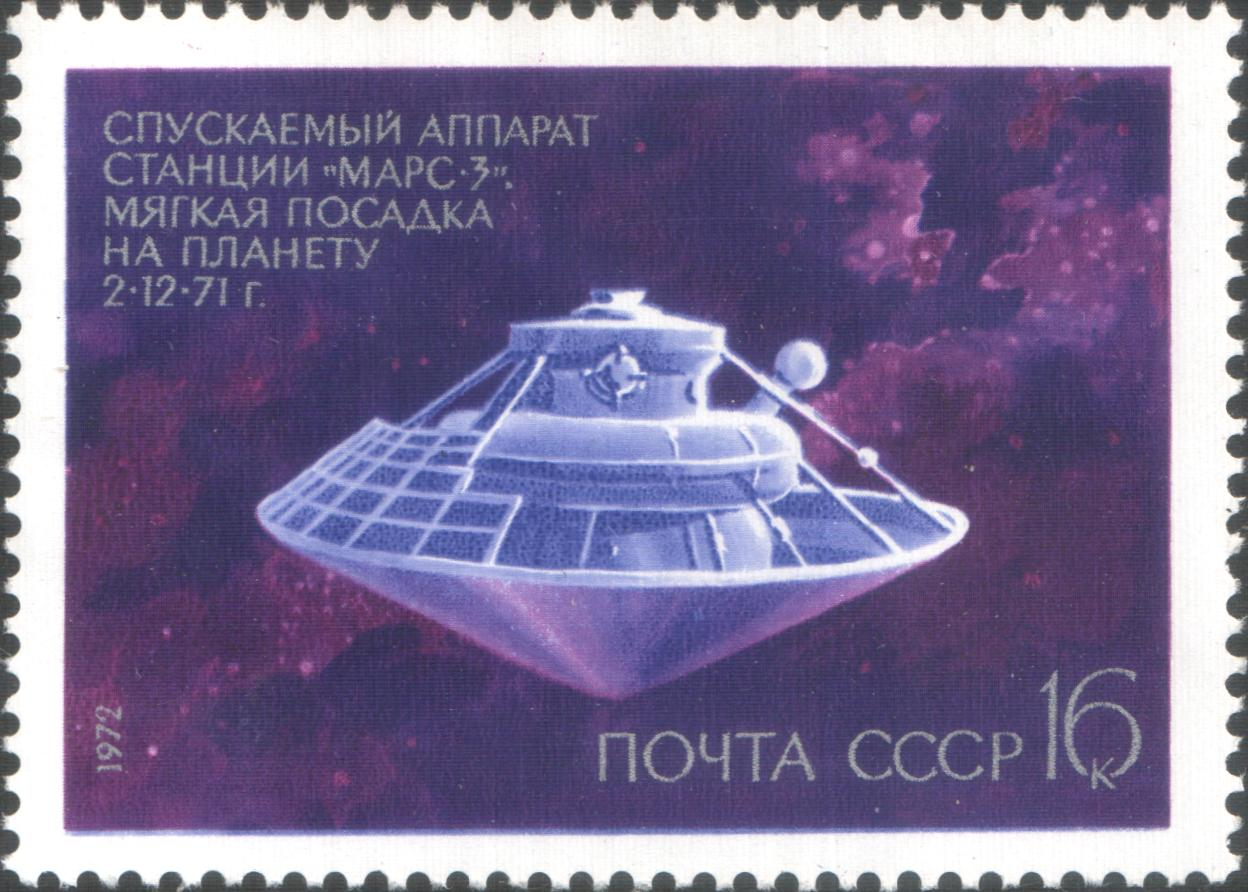
Tàu Mars 3 trên con tem năm 1972.

Chuyến bay ngang qua Sao Hỏa thành công đầu tiên bởi tàu Mariner 4 của NASA vào ngày 14–15 tháng 7 năm 1965. Ngày 14 tháng 11 năm 1971 tàu Mariner 9 trở thành tàu không gian đầu tiên quay quanh một hành tinh khác khi nó đi vào quỹ đạo quanh Sao Hỏa. Con tàu đầu tiên đổ bộ thành công xuống bề mặt là hai tàu của Liên Xô: Mars 2 vào ngày 27 tháng 11 và Mars 3 vào ngày 2 tháng 12 năm 1971, nhưng cả hai đã bị mất tín hiệu liên lạc chỉ vài giây sau khi đổ bộ thành công. Năm 1975 NASA triển khai chương trình Viking bao gồm hai tàu quỹ đạo, mỗi tàu có một thiết bị đổ bộ; và cả hai đã đổ bộ thành công vào năm 1976. Tàu quỹ đạo Viking 1 còn hoạt động tiếp được 6 năm, trong khi Viking 2 hoạt động được 3 năm. Các thiết bị đổ bộ đã gửi bức ảnh màu toàn cảnh tại vị trí đổ bộ về Sao Hỏa và hai tàu quỹ đạo đã chụp ảnh bề mặt hành tinh mà vẫn còn được sử dụng cho tới ngày nay.
Tàu thám hiểm của Liên Xô Phobos 1 và 2 được gửi đến Sao Hỏa năm 1988 nhằm nghiên cứu hành tinh và hai vệ tinh của nó. Phobos 1 bị mất liên lạc trong hành trình đến Sao Hỏa còn Phobos 2 đã thành công khi chụp ảnh được Sao Hỏa và vệ tinh Phobos nhưng đã không thành công khi gửi thiết bị đổ bộ xuống bề mặt Phobos.
Sau thất bại của tàu quỹ đạo Mars Observer vào năm 1992, tàu Mars Global Surveyor của NASA đã đi vào quỹ đạo hành tinh này năm 1997. Phi vụ này đã thành công và kết thúc nhiệm vụ chính là vẽ bản đồ vào đầu năm 2001. Trong chương trình mở rộng lần thứ 3, con tàu này đã bị mất liên lạc vào tháng 11 năm 2006, tổng cộng nó đã hoạt động tới 10 năm trong không gian. Tàu quỹ đạo Mars Pathfinder của NASA, mang theo một robot thám hiểm là Sojourner, đã đổ bộ xuống thung lũng Ares Vallis vào mùa hè năm 1997, và gửi về nhiều bức ảnh giá trị.
Tàu đổ bộ Phoenix đã hạ cánh xuống vùng cực bắc Sao Hỏa vào ngày 25 tháng 5 năm 2008. Cánh tay robot của nó được sử dụng để đào đất và sự có mặt của băng nước đã được xác nhận vào ngày 20 tháng 6. Phi vụ này kết thúc vào ngày 10 tháng 11 năm 2008 sau khi liên lạc với tàu thất bại.
Tháng 11 năm 2011, phi vụ Fobos-Grunt và Huỳnh Hỏa 1 được phóng lên trong chương trình hợp tác giữa Liên bang Nga và Trung Quốc. Nhưng tàu Fobos-Grunt đã không khởi động được động cơ đẩy sau khi nó được phóng lên quỹ đạo quanh Trái Đất. Fobos-Grunt là phi vụ gửi một tàu quỹ đạo đến Sao Hỏa đồng thời phóng một thiết bị đổ bộ xuống vệ tinh Phobos nhằm thu thập mẫu đất đá sau đó gửi về Trái Đất. Các nhà khoa học Nga đã không thể liên lạc được với tàu và khả năng con tàu sẽ rơi trở lại Trái Đất vào tháng 1 năm 2012.
Tháng 1 năm 2004, hai tàu giống nhau của NASA thuộc chương trình robot tự hành thám hiểm Sao Hỏa là Spirit (MER-A) và Opportunity (MER-B) đã đáp thành công xuống bề mặt hành tinh đỏ. Cả hai đều đã hoàn thành mục tiêu của chúng. Một trong những kết quả khoa học quan trọng nhất đó là chứng cứ thu được về sự tồn tại của nước lỏng trong quá khứ ở cả hai địa điểm đổ bộ. Bão bụi (dust devils) và gió bão đã thường xuyên làm sạch các tấm pin mặt trời ở 2 robot tự hành, do vậy hai robot có điều kiện để mở rộng thời gian tìm kiếm trên Sao Hỏa. Tháng 3 năm 2010 robot Spirit đã ngừng hoạt động sau một thời gian bị mắc kẹt trong cát.

### Các tàu thăm dò còn hoạt động

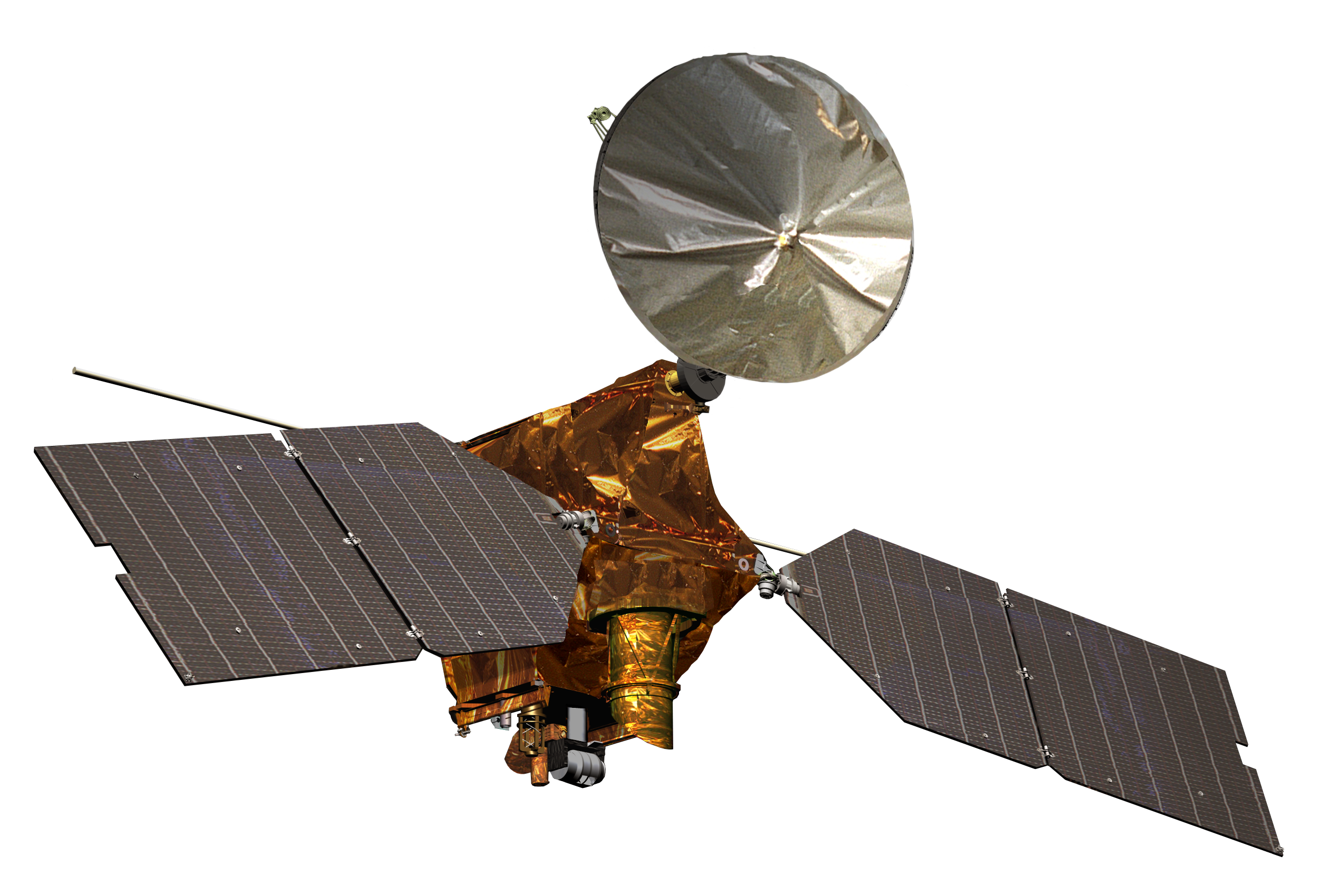
Tàu Mars Odyssey

Tàu Mars Odyssey của NASA đi vào quỹ đạo Sao Hỏa năm 2001. Phổ kế tia gamma trên tàu Odyssey đã phát hiện một lượng đáng kể hydro chỉ cách lớp phủ regolith ở bề mặt có vài mét trên Sao Hỏa. Lượng hydro này được chứa trong lớp băng tàng trữ ở phía dưới.
Tàu quỹ đạo Mars Express của cơ quan không gian châu Âu (ESA) đến Sao Hỏa năm 2003. Nó mang theo thiết bị đổ bộ Beagle 2 nhưng đã đổ bộ không thành công trong quá trình đi vào bầu khí quyển và được coi là mất hoàn toàn vào tháng 2 năm 2004. Đầu năm 2004, đội phân tích phổ kế Fourier hành tinh (Planetary Fourier Spectrometer team) đã thông báo rằng tàu quỹ đạo đã xác định được sự có mặt của methan trong bầu khí quyển Sao Hỏa. Cơ quan ESA thông báo tàu của họ đã quan sát được hiện tượng cực quang trên Sao Hỏa vào tháng 6 năm 2006.
Ngày 10 tháng 3 năm 2006, tàu Mars Reconnaissance Orbiter (MRO) của NASA đi vào quỹ đạo hành tinh này để thực hiện nhiệm vụ 2 năm khảo sát khoa học. Con tàu đã vẽ bản đổ địa hình và khí hậu Sao Hỏa nhằm tìm những địa điểm phù hợp cho các phi vụ đổ bộ trong tương lai. Ngày 3 tháng 3 năm 2008, các nhà khoa học thông báo tàu MRO đã lần đầu tiên chụp được bức ảnh về một chuỗi các hoạt động sạt lở đất đá gần cực bắc hành tinh.
Tàu Dawn đã bay ngang qua Sao Hỏa vào tháng 2 năm 2009 để nhận thêm lực đẩy hấp dẫn nhằm tăng tốc đến tiểu hành tinh Vesta và sau đó là hành tinh lùn Ceres.

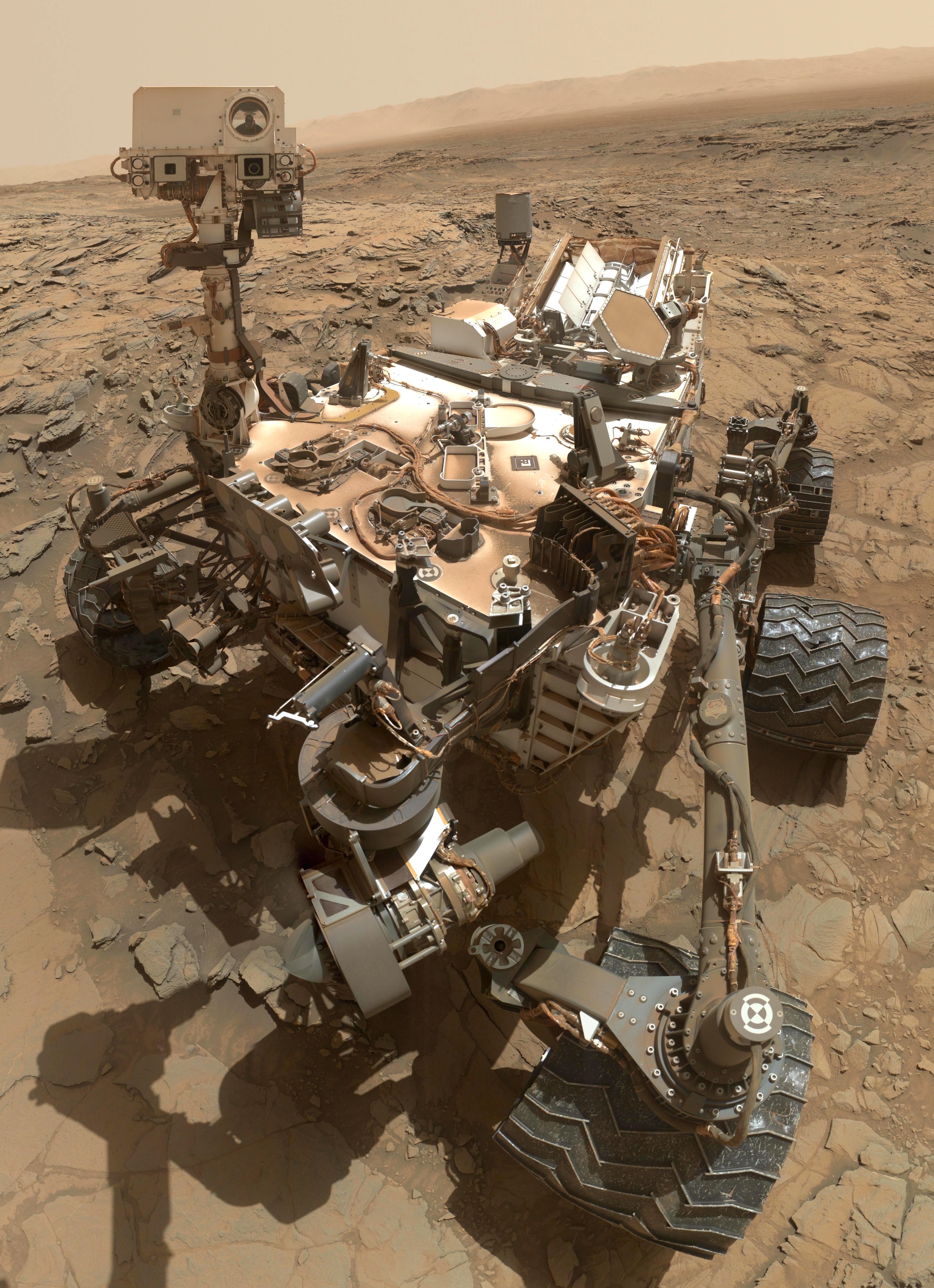
Xe tự hành Curiosity

Chương trình Mars Science Laboratory, với robot tự hành mang tên Curiosity, được phóng lên ngày 26 tháng 12 năm 2011. Robot tự hành này là một phiên bản lớn hơn và hiện đại hơn so với hai robot tự hành trong chương trình Mars Exploration Rovers, với khả năng di chuyển tới 90 m/h. Nó cũng được thiết kế với khả năng thực hiện thí nghiệm với các mẫu đất đá lấy từ mũi khoan ở cánh tay robot hoặc thu được thành phần đất đá từ việc chiếu tia laser có tầm xa tới. Robot này cũng sẽ thực hiện khả năng đổ bộ chính xác trong vùng bán kính khoảng 20 km nằm trong hố Gale nhờ lần đầu tiên sử dụng thiết bị phản lực có tên "Sky crane".
Năm 2008, NASA tài trợ cho chương trình MAVEN, một phi vụ gửi tàu quỹ đạo được phóng lên năm 2013 nhằm nghiên cứu bầu khí quyển của Sao Hỏa. Con tàu sẽ đi vào quỹ đạo hành tinh đỏ vào năm 2014.
Năm 2018 cơ quan ESA có kế hoạch phóng robot tự hành đầu tiên của họ lên hành tinh này; robot ExoMars có khả năng khoan sâu 2 m vào đất nhằm tìm kiếm các phân tử hữu cơ.
NASA sẽ gửi robot đổ bộ InSight dựa trên thiết kế tàu đổ bộ Phoenix nhằm nghiên cứu cấu trúc sâu bên trong Sao Hỏa vào năm 2016.
Năm 2020, một robot tự hành có thiết kế tương tự như Curiosity sẽ được phóng lên nhằm mục đích tiếp tục nghiên cứu hành tinh này của cơ quan NASA.
Chương trình MetNet hợp tác giữa Phần Lan-Nga sẽ gửi một tàu quỹ đạo nhằm nghiên cứu cấu trúc khí quyển, khí tượng hành tinh đồng thời nó sẽ gửi một thiết bị nhỏ xuống bề mặt hành tinh.

### Đáp con người lên Sao Hỏa
Cơ quan ESA hi vọng đưa người đặt chân lên Sao Hỏa trong khoảng thời gian 2030 và 2035. Quá trình này sẽ tiếp bước sau khi phóng những con tàu lớn một cách thành công đến hành tinh, mà bắt đầu từ tàu ExoMars và phi vụ hợp tác NASA-ESA nhằm gửi về Trái Đất mẫu đất của Sao Hỏa.
Quá trình thám hiểm có con người của Hoa Kỳ đã được định ra là một mục tiêu lâu dài trong chương trình Viễn cảnh thám hiểm không gian công bố năm 2004 bởi Tổng thống George W. Bush. Với kế hoạch chế tạo tàu Orion nhằm đưa người trở lại Mặt Trăng trong thập niên 2020 được coi là một bước cơ bản trong quá trình đưa người lên Sao Hỏa. Ngày 28 tháng 9 năm 2007, người đứng đầu cơ quan NASA Michael D. Griffin phát biểu NASA hướng mục tiêu đưa người lên Sao Hỏa vào năm 2037.
Mars Direct, một chương trình thám hiểm Sao Hỏa có người lái với chi phí thấp được đề xuất bởi Robert Zubrin, sáng lập viên của Mars Society, sẽ sử dụng lớp tên lửa sức nâng lớn Saturn V, như Space X Falcon X, hoặc Ares V, để bỏ qua giai đoạn trên quỹ đạo quanh Trái Đất và nạp nhiên liệu trên Mặt Trăng.
MARS-500 là một dự án hợp tác giữa Nga (Roskosmos, Viện Hàn lâm Khoa học Nga), Liên minh châu Âu (ESA) và Trung Quốc mô phỏng các điều kiện y-sinh trên Sao Hỏa nhằm nghiên cứu khả năng thích nghi của con người với hành trình dài trên 500 ngày-thời gian tối thiểu theo tính toán để hoàn thành chuyến bay lên hành tinh đỏ và quay về. 3 mô-đun lắp đặt năm 2006, 2 mô-đun xây dựng năm 2007 và 2008 là nơi để 6 tình nguyện viên đã sống và làm việc cô lập trong 520 ngày.

### Thiên văn trên Sao Hỏa

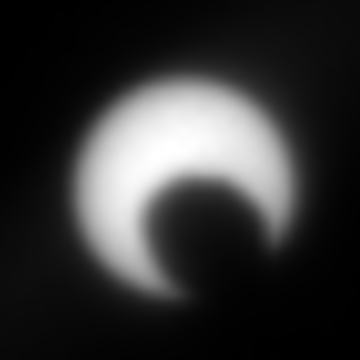
Phobos đi qua Mặt Trời, chụp từ robot Opportunity vào ngày 10 tháng 3 năm 2004.

Với những tàu quỹ đạo, tàu đổ bộ và robot tự hành đang hoạt động trên Sao Hỏa mà các nhà thiên văn học có thể nghiên cứu thiên văn học từ bầu trời Sao Hỏa. Vệ tinh Phobos hiện lên có đường kính góc chỉ bằng một phần ba so với lúc Trăng tròn trên Trái Đất, trong khi đó Deimos hiện lên như một ngôi sao, chỉ hơi sáng hơn Sao Kim một chút khi nhìn Sao Kim từ Trái Đất.
Cũng có nhiều hiện tượng từng được biết trên Trái Đất mà đã được quan sát trên Sao Hỏa, như thiên thạch rơi và cực quang. Sự kiện Trái Đất đi qua đĩa Mặt Trời khi quan sát từ Sao Hỏa được tiên đoán sẽ xảy ra vào ngày 10 tháng 11 năm 2084. Tương tự, sự kiện Sao Thủy và Sao Kim đi qua đĩa Mặt Trời khi nhìn từ Sao Hỏa cũng được tiên đoán. Do đường kính góc của hai vệ tinh Phobos và Deimos quá nhỏ cho nên sẽ chỉ có hiện tượng nhật thực một phần (hay đi ngang qua) trên Sao Hỏa.

## Quan sát Sao Hỏa

Chuyển động nghịch hành biểu kiến của Sao Hỏa vào năm 2003 khi nhìn từ Trái Đất

Bởi vì quỹ đạo Sao Hỏa có độ lệch tâm đáng kể cho nên độ sáng biểu kiến của nó ở vị trí xung đối với Mặt Trời có thể thay đổi trong khoảng −3,0 đến −1,4. Độ sáng nhỏ nhất của nó tương ứng với cấp sao +1,6 khi hành tinh ở vị trí giao hội với Mặt Trời. Sao Hỏa khi quan sát qua kính thiên văn nhỏ thường hiện lên có màu vàng, cam hay đỏ nâu; trong khi màu sắc thực sự của Sao Hỏa gần với màu bơ, và màu đỏ là do khí quyển Sao Hỏa chứa rất nhiều bụi; bên dưới là bức ảnh mà robot Spirit chụp được trên Sao Hỏa với màu nâu-xanh nhạt, màu bùn với những tảng đá xám-xanh và cát màu đỏ nhạt. Khi hành tinh hướng về phía gần Mặt Trời, nó sẽ rất khó quan sát trong một vài tháng bởi ánh sáng mạnh của Mặt Trời. Ở những thời điểm thích hợp—khoảng thời gian 15 hoặc 17 năm, và luôn luôn là giữa cuối tháng 7 cho đến tháng 9—có thể quan sát những chi tiết trên bề mặt Sao Hỏa qua kính thiên văn nghiệp dư. Thậm chí đối với các kính thiên văn độ phóng đại nhỏ, vẫn có thể quan sát thấy các chỏm băng ở cực.
Khi Sao Hỏa tiến gần vào vị trí xung đối nó bắt đầu vào giai đoạn của chuyển động nghịch hành biểu kiến khi quan sát từ Trái Đất, có nghĩa là nó dường như di chuyển ngược lại thành vòng tròn trên nền bầu trời. Khoảng thời gian diễn ra chuyển động nghịch hành trong khoảng 72 ngày và Sao Hỏa đạt đến độ sáng biểu kiến cực đại vào giữa giai đoạn này.

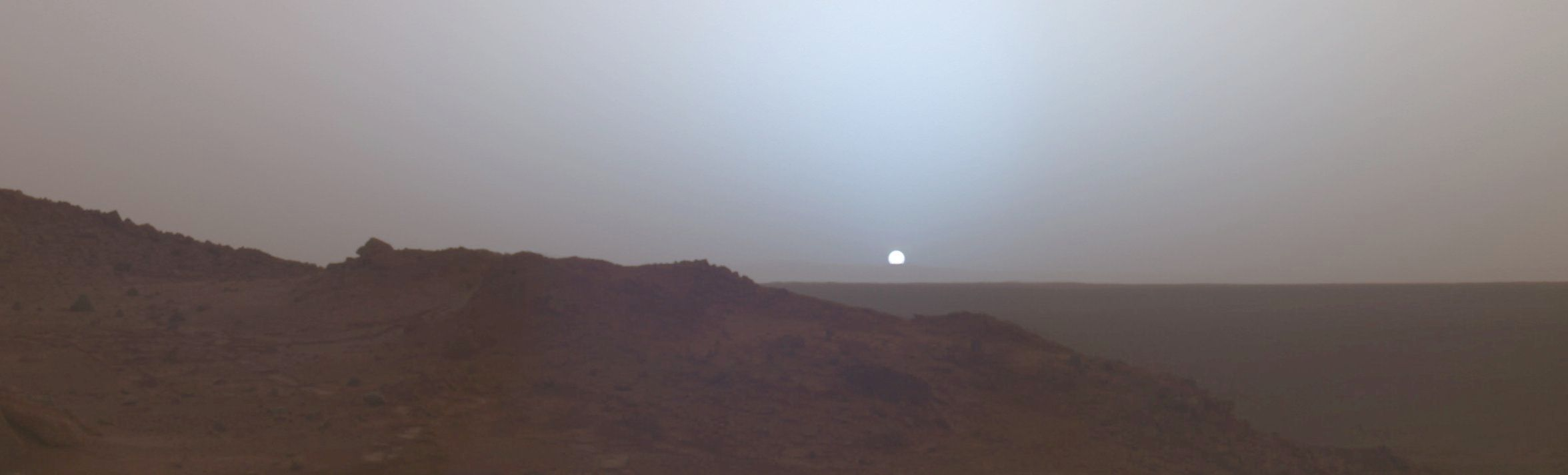
Ảnh chụp Mặt Trời lặn ở hố va chạm Gusev chụp bởi robot Spirit vào ngày 19 tháng 5 năm 2005.

### Những lần tiếp cận gần nhất

#### Gần tương đối
Khi Sao Hỏa ở gần vị trí xung đối với Mặt Trời thì đây là thời điểm hành tinh nằm gần với Trái Đất nhất. Giai đoạn xung đối có thể kéo dài trong khoảng 8½ ngày xung quanh thời điểm hai hành tinh nằm gần nhau. Khoảng cách lúc hai hành tinh tiếp cận gần nhau nhất có thể thay đổi trong khoảng từ 54 đến 103 triệu km do quỹ đạo của hai hành tinh có hình elip, và do đó cũng làm thay đổi đường kính góc của Sao Hỏa khi nhìn từ Trái Đất. Lần xung đối gần đây nhất (2011) diễn ra vào ngày 29 tháng 1 năm 2010. Lần tiếp theo sẽ xảy ra vào ngày 3 tháng 3 năm 2012 ở khoảng cách khoảng 100 triệu km. Thời gian trung bình giữa hai lần xung đối, hay chu kỳ giao hội của hành tinh, là 780 ngày nhưng số ngày chính xác giữa hai lần xung đối kế tiếp có thể thay đổi từ 764 đến 812 ngày.
Khi Sao Hỏa vào thời kỳ xung đối nó cũng bắt đầu vào giai đoạn chuyển động biểu kiến nghịch hành với thời gian khoảng 72 ngày.

#### Lần tiếp cận gần nhất

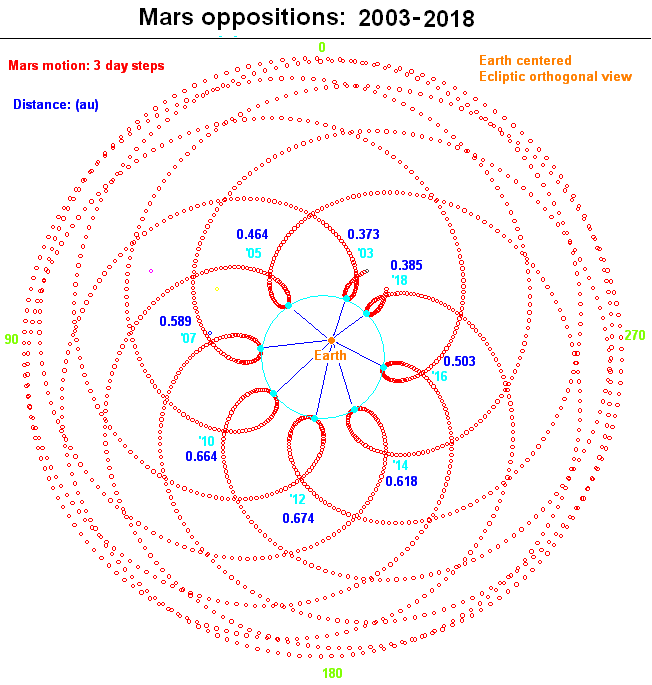
Vị trí xung đối của hành tinh đỏ trong thời gian 2003–2018, khi nhìn trên mặt phẳng hoàng đạo với Trái Đất ở chính giữa.

Sao Hỏa nằm gần Trái Đất nhất trong vòng khoảng 60.000 năm qua là vào thời điểm 9:51:13 UT ngày 27-08-2003, ở khoảng cách 55.758.006 km (0,372719 AU), độ sáng biểu kiến đạt −2,88. Thời điểm này xảy ra khi Sao Hỏa đã vào ở vị trí xung đối được một ngày và khoảng ba ngày từ cận điểm quỹ đạo làm cho Sao Hỏa dễ dàng nhìn thấy từ Trái Đất. Lần cuối hành tinh đỏ nằm gần nhất với Trái Đất được ước tính đã diễn ra vào ngày 12 tháng 9 năm 57.617 trước Công nguyên, lần tiếp theo được ước tính diễn ra vào năm 2287. Kỷ lục tiếp cận gần nhất năm 2003 chỉ hơi bé hơn so với một số lần tiếp cận gần nhất trong thời gian gần đây. Ví dụ, khoảng cách nhỏ nhất giữa hai hành tinh xảy ra vào ngày 22 tháng 8 năm 1924 là 0,37285 AU, và vào ngày 24 tháng 8 năm 2208 sẽ là 0,37279 AU.
Trong năm 2003, và những năm sau, đã có một trò chơi khăm phát tán trên internet nói rằng năm 2003 Sao Hỏa sẽ nằm gần Trái Đất nhất trong hàng nghìn năm qua và nó sẽ hiện lên "to như Mặt Trăng trên bầu trời".

### Lịch sử quan sát Sao Hỏa
Lịch sử quan sát Sao Hỏa được đánh dấu bởi những lần hành tinh này ở vị trí xung đối, khi nó nằm gần Trái Đất và vì vậy dễ dàng có thể quan sát bằng mắt thường, và những lần xung đối xảy ra khoảng 2 năm một lần. Những lần xảy ra xung đối nổi bật hơn cả trong lịch sử đó là khoảng thời gian cách nhau 15 đến 17 năm khi lần xung đối xảy ra trùng hoặc gần với cận điểm quỹ đạo của Sao Hỏa, điều này càng làm cho nó dễ dàng quan sát được từ Trái Đất.
Sự tồn tại của Sao Hỏa như một thiên thể đi lang thang trên bầu trời đêm đã được ghi lại bởi những nhà thiên văn học Ai Cập cổ đại và vào năm 1534 TCN họ đã nhận thấy được chuyển động nghịch hành biểu kiến của hành tinh đỏ. Trong lịch sử của đế chế Babylon lần hai, các nhà thiên văn Babylon đã quan sát một cách có hệ thống và ghi chép thường xuyên vị trí của các hành tinh. Đối với Sao Hỏa, họ biết rằng hành tinh này thực hiện được 37 chu kỳ giao hội, hay đi được 42 vòng trên vòng hoàng đạo, trong khoảng 79 năm Trái Đất. Họ cũng đã phát minh ra phương pháp số học nhằm hiệu chỉnh những độ lệch nhỏ trong việc tiên đoán vị trí của các hành tinh.
Trong thế kỷ thứ tư trước Công nguyên, Aristoteles đã phát hiện ra Sao Hỏa biến mất đằng sau Mặt Trăng trong một lần che khuất, và ông nhận xét rằng hành tinh này phải nằm xa hơn Mặt Trăng. Ptolemaeus, nhà thiên văn Hy Lạp cổ đại ở Alexandria, đã cố gắng giải quyết vấn đề chuyển động quỹ đạo của Sao Hỏa. Mô hình của Ptolemaeus và tập hợp những nghiên cứu của ông về thiên văn học đã được trình bày trong bản thảo nhiều tập mang tên Almagest, và nó đã trở thành nội dung được phổ biến trong thiên văn học phương Tây trong gần mười bốn thế kỷ sau. Các tư liệu lịch sử Trung Hoa cổ đại cho thấy Sao Hỏa được các nhà thiên văn Trung Hoa cổ đại biết đến không muộn hơn thế kỷ thứ tư trước Công nguyên. Ở thế kỷ thứ năm, trong tài liệu ghi chép thiên văn của Ấn Độ mang tên Surya Siddhanta đã ghi lại ước tính đường kính Sao Hỏa của những nhà thiên văn Ấn Độ.
Trong thế kỷ thứ mười bảy, Tycho Brahe đã đo thị sai ngày của Sao Hỏa và dữ liệu này được Johannes Kepler sử dụng để tính toán sơ bộ về khoảng cách tương đối đến hành tinh đỏ. Khi kính thiên văn được phát minh ra và trở lên phổ biến hơn, thị sai ngày của Sao Hỏa đã được đo lại cẩn thận trong nỗ lực nhằm xác định khoảng cách Trái Đất-Mặt Trời. Nỗ lực này lần đầu tiên được thực hiện bởi Giovanni Domenico Cassini năm 1672. Những đo đạc thị sai trong thời kỳ này đã bị cản trở bởi chất lượng của dụng cụ quan sát. Ngày 13 tháng 10 năm 1590, sự kiện Sao Hỏa bị Sao Kim che khuất đã được Michael Maestlin ở Heidelberg ghi nhận. Năm 1610, Galileo Galilei là người đầu tiên đã quan sát Sao Hỏa qua một kính thiên văn. Người đầu tiên cố gắng vẽ ra tấm bản đồ Sao Hỏa thể hiện những đặc điểm trên bề mặt của nó là nhà thiên văn học người Hà Lan Christiaan Huygens.

### "Kênh đào" Sao Hỏa
Cho đến thế kỷ 19, độ phóng đại của các kính thiên văn đã đạt đến mức cần thiết cho việc phân giải các đặc điểm trên bề mặt hành tinh đỏ. Trong tháng 9 năm 1877, sự kiện Sao Hỏa tiến đến vị trí xung đối đã được dự đoán xảy ra vào ngày 5 tháng 9. Nhờ vào sự kiện này, nhà thiên văn người Italia Giovanni Schiaparelli sử dụng kính thiên văn 22 cm ở Milano nhằm quan sát hành tinh này để vẽ ra tấm bản đồ chi tiết đầu tiên về Sao Hỏa mà ông thấy qua ống kính. Trên bản đồ này có đánh dấu những đặc điểm mà ông gọi là canali, mặc dù sau đó được chỉ ra là những ảo ảnh quang học. Những canali được vẽ là những đường thẳng trên bề mặt Sao Hỏa và ông đặt tên của chúng theo tên của những con sông nổi tiếng trên Trái Đất. Trong ngôn ngữ của ông, canali có nghĩa là "kênh đào" hoặc "rãnh", và được dịch một cách hiểu nhầm sang tiếng Anh là "canals" (kênh đào).
Ảnh hưởng bởi những quan sát này, nhà Đông phương học Percival Lowell đã xây dựng một đài quan sát mà sau này mang tên đài quan sát Lowell với hai kính thiên văn đường kính 300 và 450 mm. Đài quan sát này được sử dụng để quan sát Sao Hỏa trong lần xung đối hiếm có vào năm 1894 và những lần xung đối thông thường về sau. Lowell đã xuất bản một vài cuốn sách về Sao Hỏa và đề cập đến sự sống trên hành tinh này, chúng đã có những ảnh hưởng nhất định đối với công chúng về hành tinh này. Đặc điểm canali cũng đã được một số nhà thiên văn học tìm thấy, như Henri Joseph Perrotin và Louis Thollon ở Nice, nhờ sử dụng một trong những kính thiên văn lớn nhất thời bấy giờ.
Sự thay đổi theo mùa (bao gồm sự thu hẹp diện tích của các chỏm băng vùng cực và những miền tối hình thành trong mùa hè trên Sao Hỏa) kết hợp với ý niệm về kênh đào đã dẫn đến những phỏng đoán về sự sống trên Sao Hỏa, và nhiều người có niềm tin lâu dài rằng Sao Hỏa có những vùng biển rộng lớn và những cánh đồng bạt ngàn. Tuy nhiên những kính thiên văn thời này không đủ độ phân giải đủ lớn để chứng minh hay bác bỏ những phỏng đoán này. Khi những kính thiên văn lớn hơn ra đời, những canali thẳng, ngắn hơn được quan sát rõ hơn. Khi Camille Flammarion thực hiện quan sát năm 1909 với kính đường kính 840 mm, những địa hình không đồng đều được nhận ra nhưng không một đặc điểm canali được trông thấy.
Thậm chí những bài báo trong thập niên 1960 về sinh học vũ trụ trên Sao Hỏa, nhiều tác giả đã giải thích theo khía cạnh sự sống cho những đặc điểm thay đổi theo mùa trên hành tinh này. Những kịch bản cụ thể về quá trình trao đổi chất và chu trình hóa học cho những hệ sinh thái cũng đã được xuất bản.
Cho đến khi những tàu vũ trụ viếng thăm hành tinh này trong chương trình Mariner của NASA trong thập niên 1960 thì những bí ẩn này mới được sáng tỏ. Những chấp nhận chung về một hành tinh đã chết được khẳng định trong thí nghiệm nhằm xác định sự sống của tàu Viking và những ảnh chụp tại nơi nó đổ bộ.
Một vài bản đồ về Sao Hỏa đã được lập ra nhờ sử dụng các dữ liệu thu được từ các phi vụ này, nhưng cho đến tận phi vụ của tàu Mars Global Surveyor, phóng lên vào năm 1996 và ngừng hoạt động năm 2006, đã mang lại những chi tiết đầy đủ nhất về bản đồ địa hình, từ trường và sự phân bố khoáng chất trên bề mặt. Những bản đồ về Sao Hỏa hiện nay đã được cung cấp trên một số dịch vụ trực tuyến, như Google Mars.

## Trong văn hóa
Sao Hỏa trong ngôn ngữ phương Tây được mang tên của vị thần chiến tranh trong thần thoại. Từ hỏa cũng là tên của một trong năm yếu tố của ngũ hành trong triết học cổ Trung Hoa. Biểu tượng Sao Hỏa, gồm một vòng tròn với một mũi tên chỉ ra ngoài, cũng là biểu tượng cho giống đực.
Ý tưởng cho rằng trên Sao Hỏa có những sinh vật có trí thông minh đã xuất hiện từ cuối thế kỷ 19. Quan sát các "canali" (kênh đào) của Giovanni Schiaparelli kết hợp với cuốn sách của Percival Lowell về ý tưởng này đã làm cơ sở cho những bàn luận về một hành tinh đang hạn hát, lạnh lẽo, một thế giới chết với nền văn minh trên đó đang xây dựng những hệ thống tưới tiêu.
Nhiều quan sát khác và những lời tuyên bố bởi những người có ảnh hưởng đã làm dấy lên cái gọi là "Cơn sốt Sao Hỏa". Năm 1899, khi đang nghiên cứu độ ồn vô tuyến trong khí quyển bằng cách sử dụng máy thu ở phòng thí nghiệm Colorado Springs, nhà sáng chế Nikola Tesla đã nhận ra sự lặp lại trong tín hiệu mà sau đó ông đoán có thể là tín hiệu liên lạc vô tuyến đến từ một hành tinh khác, và khả năng là Sao Hỏa. Năm 1901, trong một cuộc phỏng vấn, Tesla nói:
 Ở thời điểm sau khi có một ý nghĩ lóe lên trong đầu tôi rằng những nhiễu loạn mà tôi đã thu được có thể là do sự điều khiển từ một nền văn minh. Mặc dù tôi không thể giải mã ý nghĩa của chúng, nhưng tôi không thể nghĩ rằng đó chỉ hoàn toàn là sự ngẫu nhiên. Cảm giác tăng dần trong tôi rằng lần đầu tiên tôi đã nghe được lời chào từ một hành tinh khác.
Ý nghĩ của Tesla nhận được sự ủng hộ từ Lord Kelvin, ông này khi viếng thăm Hoa Kỳ năm 1902, đã nói là ông nghĩ rằng những tín hiệu mà Tesla thu được là do từ hành tinh đỏ gửi đến Hoa Kỳ. Kelvin "nhấn mạnh" từ chối lời nói này ngay trước khi ông rời Hoa Kỳ: "Cái mà tôi thực sự nói rằng những cư dân Sao Hỏa, nếu có, sẽ không nghi ngờ khi họ có thể nhìn thấy New York, đặc biệt từ ánh sáng đèn điện."
Trong một bài viết trên tờ New York Times năm 1901, Edward Charles Pickering, giám đốc Đài quan sát Harvard College, đưa tin họ đã nhận được một điện tín từ Đài quan sát Lowell ở Arizona với nội dung xác nhận là dường như nền văn minh trên Sao Hỏa đang cố liên lạc với Trái Đất.
Đầu tháng 12 năm 1900, chúng tôi nhận được bức điện tín từ Đài quan sát Lowell ở Arizona rằng một luồng ánh sáng chiếu từ Sao Hỏa (đài quan sát Lowell luôn dành sự quan tâm đặc biệt đến Sao Hỏa) kéo dài trong khoảng 70 phút. Tôi đã gửi những thông tin này sang châu Âu cũng như bản sao của điện tín đến khắp nơi trên đất nước này. Những người quan sát đã rất cẩn thận, đáng tin và do vậy không có lý do gì để nghi ngờ về sự tồn tại của tia sáng. Người ta cho rằng nó bắt nguồn từ một vị trí địa lý nổi tiếng trên Sao Hỏa. Tất cả là thế. Bây giờ câu chuyện đã lan ra trên toàn thế giới. Ở châu Âu, người ta nói rằng tôi đã liên lạc với người Sao Hỏa và đủ mọi thông tin cường điệu đã xuất hiện. Cho dù thứ ánh sáng đó là gì, chúng ta cũng không biết ý nghĩa của nó. Không ai có thể nói được đó là từ một nền văn minh hay không phải. Nó tuyệt đối không thể giải thích được.
Pickering sau đó đề xuất lắp đặt một loạt tấm gương ở Texas nhằm thu các tín hiệu từ Sao Hỏa.
Trong những thập kỷ gần đây, nhờ những tấm bản đồ độ phân giải cao về bề mặt Sao Hỏa, đặc biệt từ tàu Mars Global Surveyor và Mars Reconnaissance Orbiter, cho thấy không hề có một dấu hiệu của sự sống có trí tuệ trên hành tinh này, mặc dù những phỏng đoán giả khoa học về sự sống có trí thông minh trên Sao Hỏa vẫn xuất hiện từ những biên tập viên như Richard C. Hoagland. Nhớ lại những tranh luận trước đây về đặc điểm canali, xuất hiện một số suy đoán về những hình tượng kích cỡ nhỏ trên một số bức ảnh từ tàu không gian, như 'kim tự tháp' và 'khuôn mặt trên Sao Hỏa'. Nhà thiên văn học hành tinh Carl Sagan đã viết:
Sao Hỏa đã trở thành một sân khấu cho những vở kịch thần thoại mà ở đó chúng ta chiếu lên những hi vọng và sợ hãi của chúng ta trên Trái Đất.

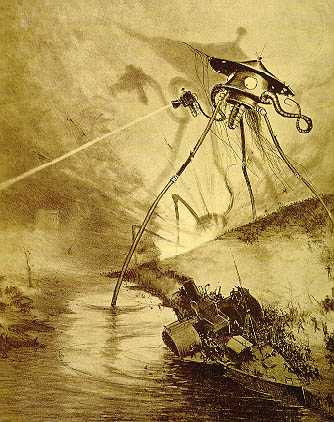
Minh họa sinh vật ba chân Sao Hỏa trong tác phẩm ấn bản tiếng Pháp xuất bản năm 1906, The War of the Worlds của nhà văn H.G. Wells.

Các miêu tả Sao Hỏa trong tiểu thuyết đã bị kích thích bởi màu đỏ đặc trưng của nó và bởi những suy đoán mang tính khoa học ở thế kỷ 19 về các điều kiện bề mặt hành tinh không những duy trì cho sự sống mà còn tồn tại nền văn minh trên đó. Đã có nhiều những tác phẩm khoa học viễn tưởng được ra đời, trong số đó có tác phẩm The War of the Worlds của H. G. Wells xuất bản năm 1898, với nội dung về những sinh vật Sao Hỏa đang cố gắng thoát khỏi hành tinh đang chết dần và chúng xuống xâm lược Địa cầu. Sau đó, ngày 30 tháng 10 năm 1938, phát thanh viên Orson Welles đã dựa vào tác phẩm này và gây ra trò đùa trên đài phát thanh làm cho nhiều thính giả thiếu hiểu biết bị hiểu nhầm.
Những tác phẩm có tính ảnh hưởng bao gồm The Martian Chronicles của Ray Bradbury, trong đó cuộc thám hiểm của con người đã trở thành một tai nạn phá hủy nền văn minh Sao Hỏa, Barsoom của Edgar Rice Burroughs, tiểu thuyết Out of the Silent Planet của C. S. Lewis (1938), và một số câu chuyện của Robert A. Heinlein trong những năm 60.
Tác giả Jonathan Swift đã từng miêu tả về các Mặt Trăng của Sao Hỏa, khoảng 150 năm trước khi chúng được nhà thiên văn học Asaph Hall phát hiện ra. J.Swift đã miêu tả khá chính xác và chi tiết về quỹ đạo của chúng trong chương 19 của tiểu thuyết Gulliver's Travels.
Một nhân vật truyện tranh thể hiện trí thông minh Sao Hỏa, Marvin, đã xuất hiện trên truyền hình năm 1948 trong bộ phim hoạt hình Looney Tunes của hãng Warner Brothers, và nó vẫn còn tiếp tục xuất hiện trong văn hóa đại chúng phương Tây hiện nay.
Sau khi các tàu Mariner và Viking gửi về các bức ảnh chụp Sao Hỏa, một thế giới không có sự sống và những kênh đào, thì những quan niệm về nền văn minh Sao Hỏa ngay lập tức bị từ bỏ, và thay vào đó là những miêu tả về viễn cảnh con người sẽ đến khai phá hành tinh này, nổi tiếng nhất có lẽ là tác phẩm bộ ba Sao Hỏa của Kim Stanley Robinson. Những suy đoán giả khoa học về Khuôn mặt trên Sao Hỏa và những địa hình bí ẩn khác được chụp bởi các tàu quỹ đạo đã trở thành bối cảnh phổ biến cho những tác phẩm khoa học viễn tưởng, đặc biệt trong phim ảnh.
Bối cảnh con người trên Sao Hỏa đấu tranh giành độc lập khỏi Trái Đất cũng là một nội dung chính trong tiểu thuyết của Greg Bear cũng như bộ phim Total Recall (dựa trên câu chuyện ngắn của Philip K. Dick) và sê ri truyền hình Babylon 5. Một số trò chơi cũng sử dụng bối cảnh này, bao gồm Red Faction và Zone of the Enders. Sao Hỏa (và vệ tinh của nó) cũng xuất hiện trong video game nhượng quyền thương mại Doom và Martian Gothic.

### Hình ảnh
- Mars images by NASA's Planetary Photojournal
- Mars images by NASA's Mars Exploration Program
- Mars images by Malin Space Science Systems
- HiRISE image catalog by the University of Arizona

### Video
- Rotating color globe of Mars by the National Oceanic and Atmospheric Administration
- Rotating geological globe of Mars by the United States Geological Survey
- NASA's Curiosity Finds Ancient Streambed – First Evidence of Water on Mars trên YouTube by The Science Channel (2012, 4:31)
- Flight Into Mariner Valley by Arizona State University
- High resolution video simulation of rotating Mars by Seán Doran, showing Arabia Terra, Valles Marineris and Tharsis (see album for more)
- Mars rover captures high-resolution panorama of its home (NASA)

### Tài nguyên bản đồ
- Mars nomenclature and quadrangle maps with feature names by the United States Geological Survey
- Geological map of Mars by the United States Geological Survey
- Viking orbiter photomap by Eötvös Loránd University
- Mars Global Surveyor topographical map by Eötvös Loránd University